# Sao Thủy
Sao Thủy (tiếng Anh: Mercury) hay Thủy Tinh (chữ Hán: 水星) là hành tinh nhỏ nhất và gần Mặt Trời nhất trong tám hành tinh thuộc hệ Mặt Trời, với chu kỳ quỹ đạo bằng khoảng 88 ngày Trái Đất. Nhìn từ Trái Đất, hành tinh hiện lên với chu kỳ giao hội trên quỹ đạo bằng xấp xỉ 116 ngày, và nhanh hơn hẳn những hành tinh khác. Tốc độ chuyển động nhanh này đã khiến người La Mã đặt tên hành tinh là Mercurius, vị thần liên lạc và đưa tin một cách nhanh chóng. Trong thần thoại Hy Lạp tên của vị thần này là Hermes (Ερμής). Tên tiếng Việt của hành tinh này dựa theo tên do Trung Quốc đặt, chọn theo hành thủy trong ngũ hành.
Do hành tinh hầu như không có khí quyển để giữ lại nhiệt lượng, bề mặt Sao Thủy trải qua sự biến đổi nhiệt độ lớn nhất trong số các hành tinh, thay đổi từ 100 K (−173 °C; −280 °F) vào ban đêm tới 700 K (427 °C; 800 °F) vào ban ngày. Trục quay của Sao Thủy có độ nghiêng nhỏ nhất trong hệ Mặt Trời (khoảng 1⁄30 độ), nhưng hành tinh lại có độ lệch tâm quỹ đạo lớn nhất. Tại viễn điểm quỹ đạo, Sao Thủy ở cách xa Mặt Trời hơn 1,5 lần khi so với hành tinh ở cận điểm quỹ đạo. Bề mặt hành tinh có rất nhiều hố va chạm nhìn trông giống như bề mặt của Mặt Trăng, và hành tinh không còn hoạt động địa chất trong hàng tỷ năm trước.
Trên Sao Thủy không có sự biến đổi thời tiết theo mùa như ở các hành tinh khác bởi vì nó không có bầu khí quyển đáng kể. Hành tinh bị khóa thủy triều với Mặt Trời do đó nó quay trên quỹ đạo rất khác so với các hành tinh khác. Khi lấy các ngôi sao cố định làm điểm mốc, nó tự quay được chính xác ba vòng trong hai chu kỳ quỹ đạo quanh Mặt Trời . Khi nhìn từ Mặt Trời, trong hệ quy chiếu quay cùng với chuyển động quỹ đạo, hành tinh hiện lên chỉ quay quanh trục nửa vòng trong 1 "năm" Sao Thủy. Do vậy nếu có người đứng trên Sao Thủy họ chỉ nhận thấy 1 ngày trong 2 năm.
Bởi vì quỹ đạo Sao Thủy nằm bên trong quỹ đạo Trái Đất (và của Sao Kim), khi nhìn từ Trái Đất hành tinh có lúc hiện lên vào buổi sáng hoặc vào buổi tối, nhưng không bao giờ có thể nhìn thấy lúc nửa đêm. Tương tự như Sao Kim và Mặt Trăng, hành tinh cũng có các pha quan sát khi nó di chuyển trên quỹ đạo. Sao Thủy không có một vệ tinh tự nhiên nào. Độ sáng biểu kiến của Sao Thủy thay đổi từ −2,0 đến 5,5; nhưng vì quá gần Mặt Trời nên nếu quan sát hành tinh này qua kính viễn vọng rất khó khăn và ít khi thực hiện được.
Hai phi thuyền đã ghé thăm sao Thủy: Mariner 10 bay vào năm 1974 và 1975; và MESSENGER, được phóng lên vào năm 2004, đã quay quanh sao Thủy hơn 4.000 lần trong vòng bốn năm trước khi cạn kiệt nguồn nhiên liệu và rơi vào bề mặt hành tinh này vào ngày 30 tháng 4 năm 2015. Tàu vũ trụ BepiColombo lập kế hoạch bay đến Sao Thủy vào năm 2025.

## Dị thường quay và hệ quả
Sao Thủy quay quanh trục của nó được ba vòng trong hai chu kỳ quỹ đạo quanh Mặt Trời, khi lấy các ngôi sao cố định làm hệ quy chiếu. Nếu nhìn từ Mặt Trời, trong hệ quy chiếu quay theo quỹ đạo chuyển động, Sao Thủy chỉ quay được 1 vòng trong 2 chu kỳ quỹ đạo của hành tinh. Tỉ số chính xác này là do ảnh hưởng của hiện tượng khóa thủy triều. Còn nếu một người đứng trên Sao Thủy, họ sẽ chỉ thấy Mặt Trời di chuyển 1 lần trên nền trời, hay chỉ có 1 "ngày" trong 2 "năm" Sao Thủy.
Một "năm" trôi qua mỗi "đêm" của Sao Thủy, trong khi Mặt Trời ở bên dưới chân trời, do đó nhiệt độ bề mặt xuống rất thấp. Trong thời gian một năm của ban "ngày", Mặt Trời di chuyển rất chậm trên bầu trời từ chân trời phía đông sang chân trời phía tây, trong khi hành tinh đã hoàn thành một vòng quỹ đạo quanh Mặt Trời, đi qua cả điểm cận nhật và điểm viễn nhật. Tại điểm cận nhật, cường độ ánh sáng chiếu lên bề mặt hành tinh cao gấp hai lần khi nó ở điểm viễn nhật. Có những điểm trên bề mặt bị Mặt Trời chiếu sáng liên tục trong cả "ngày" khi nó ở điểm cận nhật. Những nơi này do vậy trở nên rất nóng. Những nơi mà Mặt Trời ở trên cao bầu trời trong thời gian hành tinh ở điểm viễn nhật có nhiệt độ thấp hơn so với lúc cận nhật.
Sự chênh lệch nhiệt độ lúc cận nhật và viễn nhật còn tăng theo sự biến đổi của tốc độ chuyển động biểu kiến Mặt Trời trên bầu trời của Sao Thủy. Càng gần điểm cận nhật, Sao Thủy có vận tốc quỹ đạo cao hơn khi nó tiến đến điểm viễn nhật. (Xem ở đây.) Gần điểm cận nhật, vận tốc góc quỹ đạo Sao Thủy tăng đáng kể gần bằng vận tốc góc tự quay quanh trục, tính theo những ngôi sao cố định ở xa. Trong lúc này, nếu nhìn từ Mặt Trời, chúng ta sẽ chỉ thấy được một mặt bán cầu Sao Thủy luôn hướng về phía Mặt Trời, giống như một bán cầu Mặt Trăng luôn hướng về Trái Đất. Quá trình một bán cầu hướng về Mặt Trời trong thời gian lâu làm tăng cường bức xạ Mặt Trời chiếu lên bán cầu này trong thời điểm Sao Thủy ở gần điểm cận nhật. Quá trình ngược lại xảy ra khi hành tinh ở gần điểm viễn nhật, khi Mặt Trời dường như di chuyển nhanh hơn trên nền trời Sao Thủy.
Ở một nơi bất kỳ trên bề mặt hành tinh, có một chu kỳ biến đổi nhiệt độ lặp lại hàng "ngày" trên Sao Thủy. Sự biến đổi của góc cao độ và tốc độ biểu kiến của Mặt Trời trên bầu trời ảnh hưởng đến cường độ chiếu sáng tại nơi đó. Khi khoảng cách từ Sao Thủy đến Mặt Trời thay đổi, những nơi khác nhau theo vĩ độ và kinh độ trên bề mặt trải qua sự biến đổi nhiệt độ khác nhau trong một "ngày" Sao Thủy.

## Cấu trúc bên trong

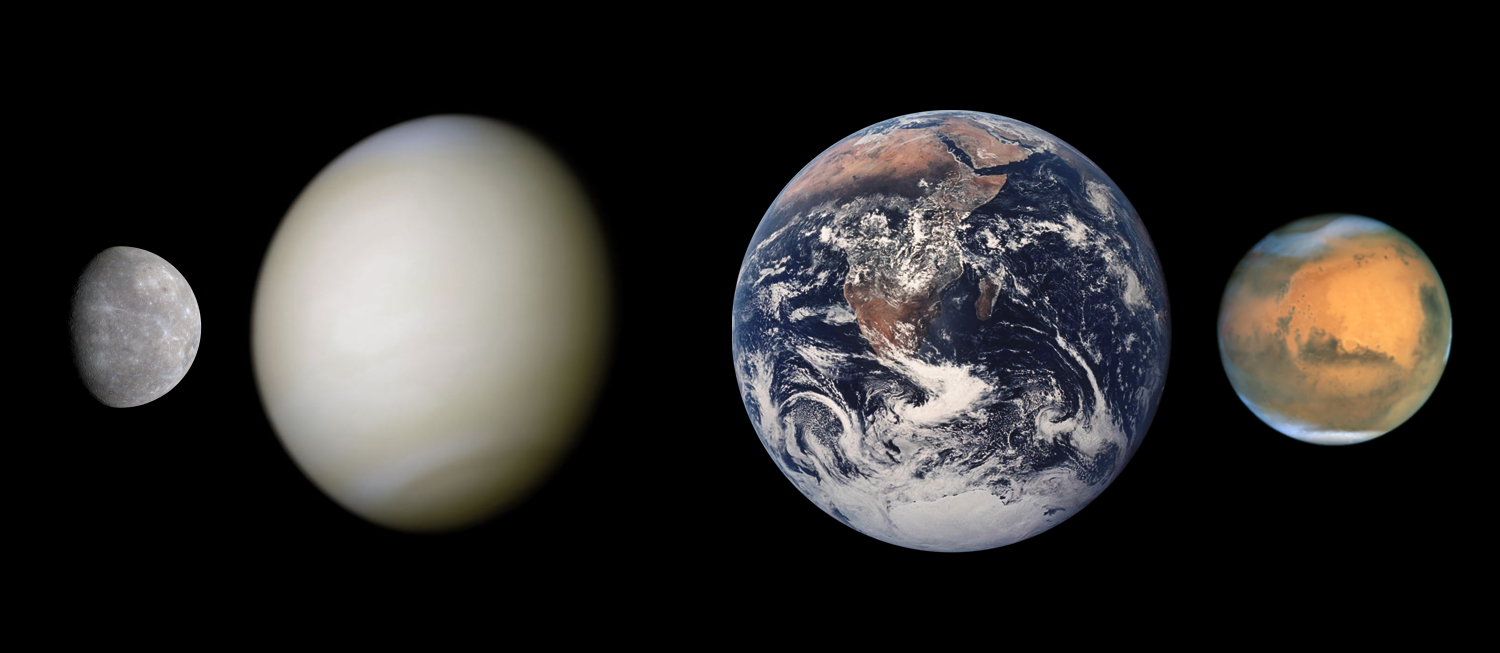
Các hành tinh kiểu Trái Đất: Sao Thủy, Sao Kim, Trái Đất, và Sao Hỏa (theo tỷ lệ)

Sao Thủy là một trong 4 hành tinh kiểu Trái Đất trong hệ Mặt Trời, và là hành tinh cấu tạo bằng đá giống Trái Đất. Đây là hành tinh nhỏ nhất trong hệ Mặt Trời với bán kính tại xích đạo là 2.439,7 km. Sao Thủy thậm chí còn nhỏ hơn các vệ tinh tự nhiên lớn nhất của một số hành tinh trong hệ Mặt Trời như Ganymede và Titan. Sao Thủy có thành phần cấu tạo khoảng 70% là kim loại và 30% silicat. Khối lượng riêng trung bình của Sao Thủy là 5,427 g/cm³ cao thứ 2 trong hệ Mặt Trời, chỉ nhỏ hơn khối lượng riêng Trái Đất (5,515 g/cm³) một chút. Nếu bỏ qua hiệu ứng áp lực nén hấp dẫn, các vật liệu trên Sao Thủy có thể đặc hơn với khối lượng riêng khoảng 5,3 g/cm³ so với Trái Đất trong trường hợp này là 4,4 g/cm³.
Khối lượng riêng trung bình của Sao Thủy có thể sử dụng để phỏng đoán cấu trúc chi tiết bên trong của nó. Trong khi khối lượng riêng lớn của Trái Đất do đóng góp đáng kể của áp lực nén hấp dẫn, đặc biệt tại lõi, Sao Thủy có thể tích nhỏ hơn và vùng lõi không bị nén mạnh như của Trái Đất. Do đó, vì hành tinh có khối lượng riêng cao, lõi của nó phải lớn hơn về tỷ lệ kích thước và chứa nhiều sắt hơn.
Các nhà địa chất học ước tính rằng lõi của Sao Thủy chiếm khoảng 42% thể tích của nó so với của Trái Đất bằng 17%. Nghiên cứu gần đây đề xuất rằng Sao Thủy có lõi nóng chảy.

 Bên ngoài lõi là lớp manti có bề dày từ 500–700 km bao gồm chủ yếu là silicat. Theo dữ liệu từ nhiệm vụ Mariner 10 và những quan sát từ Trái Đất, các nhà khoa học tính được lớp vỏ Sao Thủy dày 100–300 km. Một cấu trúc ấn tượng trên bề mặt Sao Thủy là sự tồn tại của nhiều dãy núi hẹp, kéo dài hàng trăm km. Người ta cho rằng chúng được hình thành khi lõi và lớp manti của Sao Thủy nguội lại vào lúc mà vỏ đã hóa rắn.
Lõi của Sao Thủy chứa nhiều sắt hơn bất kỳ hành tinh nào khác trong hệ Mặt Trời, và có nhiều giả thuyết đã được đưa ra để lý giải cho việc này. Giả thuyết được chấp nhận rộng rãi nhất cho rằng Sao Thủy ban đầu có tỉ lệ silicat-kim loại giống với các thiên thạch chondrit phổ biến, được cho là vật chất tạo đá đặc trưng của hệ Mặt Trời, và có khối lượng gấp khoảng 2,25 lần khối lượng hiện nay của nó. Trong lịch sử sơ khai của hệ Mặt Trời, Sao Thủy có thể đã va chạm với một vi hành tinh có khối lượng bằng 1/6 nó và có đường kính hàng trăm km. Cú va chạm có thể đã cuốn đi phần lớn vật liệu nguyên thủy của lớp vỏ và manti, để lại phần lõi có thể tích tương đối lớn. Quá trình tương tự, các nhà khoa học hành tinh gọi là giả thiết vụ va chạm khổng lồ, nhằm đề xuất để giải thích sự hình thành Mặt Trăng của Trái Đất.
Giả thuyết khác, có thể Sao Thủy hình thành từ tinh vân Mặt Trời trước khi năng lượng phát ra từ Mặt Trời đạt đến sự ổn định. Hành tinh ban đầu có thể có khối lượng gấp đôi hiện nay, nhưng do sự thu nhỏ thể tích trong giai đoạn sau khi hình thành Sao, nhiệt độ gần Sao Thủy có thể nằm trong khoảng 2.500 đến 3.500 K, và thậm chí có thể cao đến 10.000 K. Hầu hết đá trên bề mặt Sao Thủy có thể đã bốc hơi ở nhiệt độ đó, hình thành một lớp khí quyển chứa "hơi đá", loại "hơi" này sau đó bị gió Mặt Trời thổi ra khỏi hành tinh.
Giả thiết thứ ba cho rằng tinh vân Mặt Trời gây ra sự kéo các hạt vật chất đang bồi đắp cho Sao Thủy, tức là các hạt nhẹ hơn thay vì bồi đắp về Sao Thủy thì chúng bị kéo đi ra xa. Mỗi giả thiết dự đoán thành phần cấu tạo bề mặt khác nhau, và 2 nhiệm vụ thăm dò không gian là MESSENGER và BepiColombo đã và sẽ kiểm tra các giả thiết này. MESSENGER đã phát hiện hàm lượng lưu huỳnh và kali trên bề mặt cao hơn dự đoán, điều này có thể giải thích rằng giả thiết vụ va chạm lớn và sự bay hơn của vỏ và manti đã không xảy ra vì kali và lưu huỳnh sẽ bị biến mất cùng các vật chất khác do chúng không thể tồn tại ở nhiệt độ cực kỳ cao như vậy. Những gì phát hiện được có vẻ phù hợp với giả thiết thứ ba, tuy nhiên việc phân tích dữ liệu sâu hơn nữa là điều cần phải được tiến hành.

## Địa hình bề mặt

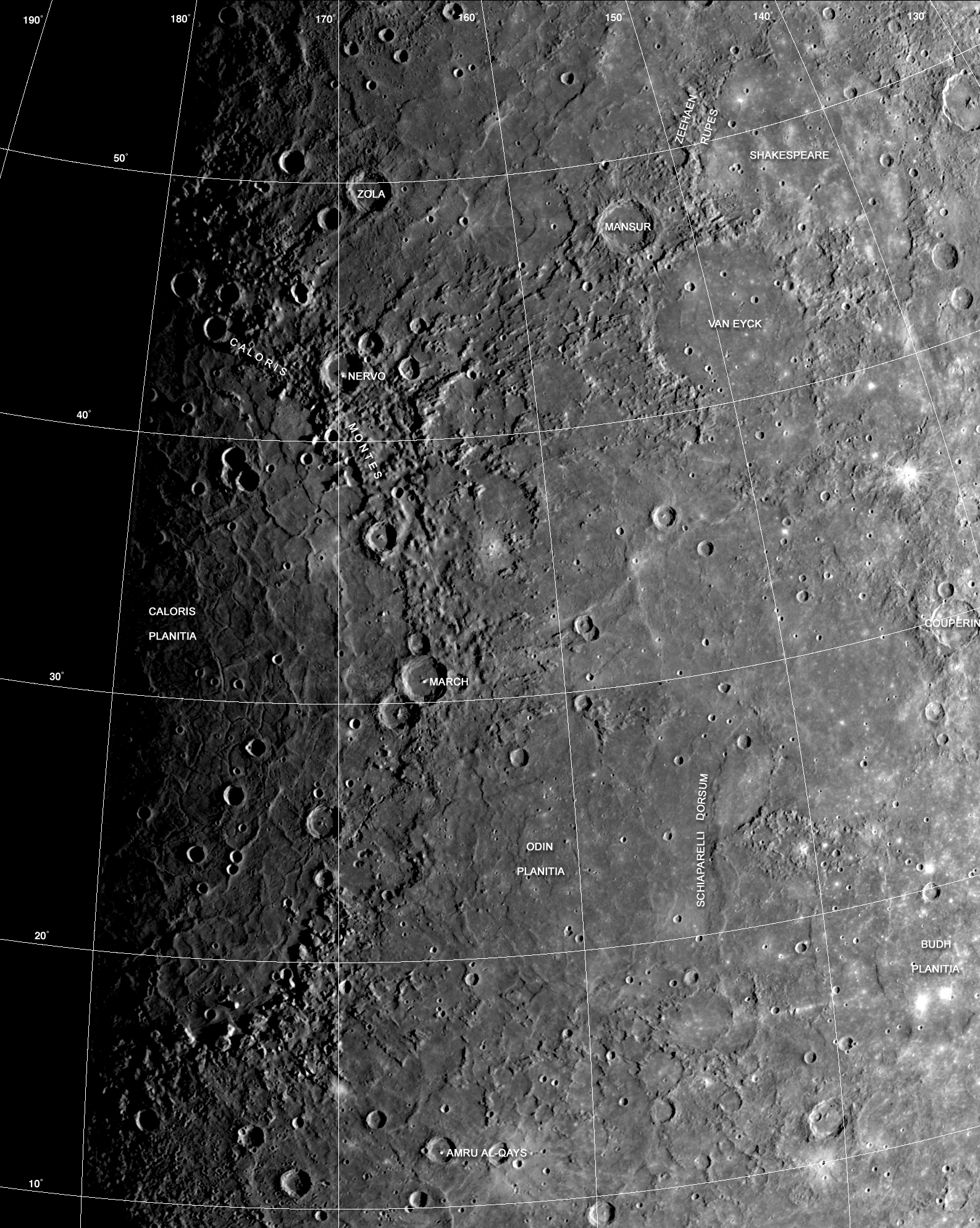
Ảnh chụp bán cầu với Bồn địa Caloris của Mariner 10.

Bề mặt Sao Thủy có rất nhiều hố to nhỏ và lởm chởm như bề mặt Mặt Trăng, bao gồm các đồng bằng và hố va chạm lớn, cho thấy nó đã trải qua một thời gian yên tĩnh địa chất trong hàng tỷ năm. Những hiểu biết về địa chất Sao Thủy từng dựa trên những quan sát bằng kính thiên văn từ mặt đất và chuyến bay thám hiểm của tàu Mariner năm 1975, và các nhà khoa học có hiểu biết hạn chế về các hành tinh đất đá. Khi các dữ liệu gửi về từ tàu MESSENGER được phân tích thì hiểu biết của chúng ta dần được tăng lên. Ví dụ như các hố va chạm bất thường với các rãnh tỏa tia được phát hiện mà các nhà khoa học gọi nó là "con nhện".
Các địa hình phản chiếu là những khu vực có độ phản xạ khác biệt đáng kể, như quan sát được từ kính thiên văn. Sao Thủy sở hữu các địa hình giống như các dãy núi xếp nếp, các cao nguyên giống như Mặt Trăng, núi, đồng bằng, các vách dốc đứng, và thung lũng.
Lớp manti của Sao Thủy không đồng nhất về mặt hóa học, cho thấy hành tinh này đã trải qua thời điểm đầu của phóng thích mắc ma trong lịch sử của nó. Sự kết tinh của các khoáng chất và sự đảo lộn đối lưu dẫn đến lớp vỏ phân ra nhiều lớp, không đồng nhất với những biến đổi lớn về thành phần hóa học đã được quan sát trên bề mặt hành tinh. Lớp vỏ Sao Thủy chứa lượng nhỏ sắt nhưng lại có nhiều lưu huỳnh, do trên hành tinh có các điều kiện hóa học ban đầu có tính khử mạnh hơn so với các hành tinh đất đá khác. Bề mặt chủ yếu là enstatit và forsterit đại diện cho pyroxene và olivin nghèo sắt, cùng với khoáng vật plagioclase giàu natri và các khoáng chất hỗn hợp magiê, canxi và sắt sulphua. Các vùng ít phản xạ của lớp vỏ Sao Thủy lại có hàm lượng cacbon cao mà có thể ở dạng than.
Tên của các dạng địa hình này trên Sao Thủy được đặt theo nhiều nguồn tài liệu khác nhau. Các tên đặt theo tên người chỉ hạn chế cho những người đã qua đời. Các hố va chạm, được đặt theo tên các nghệ sĩ, họa sĩ, nhạc sĩ, và các tác giả có đóng góp nổi bật trong lĩnh vực của họ. Các dãy núi đặt theo tên các nhà khoa học có đóng góp trong việc nghiên cứu Sao Thủy. Tên các công trình kiến trúc đặt cho các miền võng. Các núi được đặt tên theo từ "hot" và các đồng bằng mang tên thần "Mercury" trong nhiều ngôn ngữ khác nhau. Các vách dốc được đặt tên theo các con tàu của những đoàn thám hiểm khoa học. Tên gọi của các đài quan sát kính thiên văn vô tuyến đặt cho các thung lũng.
Sao Thủy đã bị bắn phá dữ dội bởi các sao chổi và thiên thạch trong một khoảng thời gian ngắn sau khi nó hình thành cách đây 4,6 tỉ năm, và trong một giai đoạn khác cách nay 3,8 tỉ năm trước. Trong giai đoạn bắn phá thứ hai, trên toàn bộ bề mặt hành tinh xuất hiện rất nhiều hố va chạm việc này diễn ra càng thuận lợi hơn khi mà bầu khí quyển của hành tinh quá mỏng để có thể làm giảm sự ảnh hưởng bắn phá. Cũng trong giai đoạn này có hoạt động núi lửa trên Sao Thủy; các bồn trũng như bồn trũng Caloris bị macma lấp đầy, tạo nên các đồng bằng phẳng tương tự như các "biển" (Lunar mare) trên Mặt Trăng.
Dữ liệu thu được từ tàu MESSENGER bay qua hành tinh tháng 10 năm 2008 giúp cho các nhà nghiên cứu đánh giá rõ hơn về mức độ xáo trộn tự nhiên trên bề mặt Sao Thủy. Bề mặt của Sao Thủy là không đồng nhất bằng bề mặt Sao Hỏa hoặc Mặt Trăng, cả hai đều có địa hình trải dài đáng kể, tương tự như "biển" và cao nguyên.

### Hố và bồn địa va chạm
Các hố va chạm trên Sao Thủy có đường kính từ những hốc nhỏ cho đến những hố nhiều vành rộng hàng trăm kilômét. Chúng đều ở trạng thái bị "phong hóa" dần, từ những hố tỏa tia tương đối mới cho đến những hố tồn tại từ lâu chỉ còn lại dấu vết mờ. Các hố va chạm trên Sao Thủy khác rõ rệt so với hố va chạm trên Mặt Trăng bởi phạm vi vật liệu bị bắn ra nhỏ hơn sau những cú va chạm của thiên thạch, đây là hệ quả của trường hấp dẫn mạnh hơn của Sao Thủy so với của Mặt Trăng. Theo quy ước của IAU, những hố va chạm mới phát hiện phải được đặt tên theo những họa sĩ nổi tiếng từ hơn 50 năm trước, và đã qua đời hơn ba năm trước ngày đặt tên cho hố va chạm trên Sao Thủy.
Hố va chạm lớn nhất là Bồn địa Caloris có đường kính bằng 1.550 km. Cú va chạm tạo ra lòng chảo Caloris rất mạnh làm dung nham phun ra và để lại một bờ vành đồng tâm cao hơn 2 km bao quanh hố va chạm. Tại điểm đối cực của Bồn địa Caloris là một vùng diện tích lớn có địa hình đồi mà các nhà khoa học gọi là "Địa hình Kỳ lạ" ("Weird Terrain"). Nguồn gốc hình thành vùng này có thể là do sóng xung kích từ cú va chạm tạo ra Bồn địa Caloris lan truyền trên khắp hành tinh, hội tụ tại điểm đối cực của nó (ngược 180 độ). Kết quả của sự hội tụ nén sóng xung kích làm đứt gãy bề mặt hành tinh tại vùng này. Một giả thuyết khác cho rằng "Địa hình Kỳ lạ" hình thành do sự hội tụ của vật liệu bắn ra từ cú va chạm mạnh này.
Trên toàn bề mặt Sao Thủy đã được chụp ảnh có khoảng 46 lòng chảo va chạm. Lòng chảo Tolstoj đường kính 400 km có nhiều bờ vành với đặc trưng nổi bật đó là vật liệu bắn ra từ lòng chảo này kéo dài tới 500 km từ bờ vành và trong lòng chảo đã bị những vật liệu lấp đầy thành địa hình bằng phẳng. Bồn địa Beethoven có phạm vi vật liệu bắn ra tương tự và có đường kính bờ vành 625 km. Giống như Mặt Trăng, bề mặt Sao Thủy cũng chịu tác động của quá trình phong hóa không gian, bao gồm gió Mặt Trời và tác động của những thiên thạch nhỏ.

### Đồng bằng

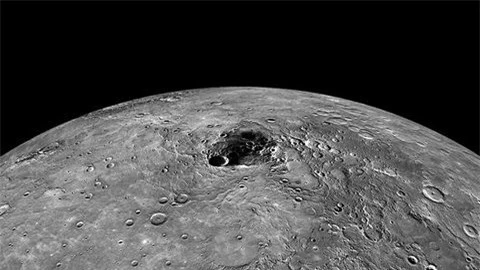
Hình ảnh Bồn Địa Caloris

Có hai vùng đồng bằng khác nhau về mặt địa chất trên Sao Thủy. Những đồng bằng liên miệng núi lửa / hố va chạm là những đặc điểm cổ nhất trên bề mặt, trước khi bề mặt hành tinh bị bắn phá bởi các thiên thạch. Những đồng bằng liên miệng núi lửa dường như bị làm mờ đi bởi những hố va chạm sớm hơn trước đó, và thường chỉ có các hố với đường kính dưới 30 km. Người ta vẫn không biết rõ chúng có nguồn gốc từ các hố va chạm hay là miệng núi lửa.
Những đồng bằng trơn phẳng là những vùng rộng lớn có cao độ thấp và hình dáng tương tự "biển" trên Mặt Trăng. Điển hình là, chúng chiếm đầy một vành rộng quanh Bồn địa Caloris. Không giống như biển trên Mặt Trăng, những đồng bằng trơn phẳng trên Sao Thủy có suất phản chiếu ánh sáng như của những đồng bằng liên miệng núi lửa cổ. Mặc dù thiếu đi những đặc điểm của sự hoạt động núi lửa, địa mạo giống thùy cục bộ ủng hộ giả thuyết cho rằng chúng có nguồn gốc núi lửa. Mọi đồng bằng trơn phẳng đều hình thành sau Bồn địa Caloris, bởi vì chúng có khá nhiều hố va chạm nhỏ so với vùng có vật liệu bắn ra từ Bồn địa. Nền của Bồn địa Caloris chứa nhiều địa hình phẳng phân biệt về mặt địa chất, ngăn cách bởi những dãy đất cao và những khe nứt gãy xếp thành hình đa giác. Các nhà khoa học không biết rõ là địa hình này do dung nham núi lửa lấp đầy hay do vật liệu nóng chảy xuất hiện từ các vụ thiên thạch rơi xuống.
Một đặc điểm khác thường trên bề mặt Sao Thủy đó là sự xuất hiện của nhiều vách núi cắt qua các đồng bằng. Khi lõi hành tinh lạnh đi, lớp vỏ của nó co lại và dẫn đến địa hình bề mặt bị biến dạng, sụt xuống tạo ra những vách đá này. Những nếp gấp này còn xuất hiện bên trên các hố va chạm hay ở đồng bằng trơn phẳng, và có lẽ những nếp gấp / vách đá này mới hình thành gần đây. Bề mặt Sao Thủy còn chịu sức hút của lực thủy triều từ Mặt Trời làm cho bề mặt như được dâng lên giống như thủy triều lên xuống—lực thủy triều của Mặt Trời tác động lên Sao Thủy lớn gấp 17 lần lực thủy triều của Mặt Trăng lên Trái Đất.

### Núi lửa
Có bằng chứng về các luồng mạt vụn núi lửa từ các vùng núi lửa thấp, nằm nghiêng trên Sao Thủy. Có 51 mỏ vụn núi lửa đã được chụp ảnh, trong đó 90% trong số chúng được tìm thấy nằm trong các hố va chạm. Một nghiên cứu về trạng thái suy thoái của các hố va chạm có chứa các khoáng chất mảnh vụn núi lửa cho thấy rằng hoạt động mạt vụn núi lửa xảy ra trên Sao Thủy trong một khoảng thời gian dài.
Một "vùng trũng không vành" nằm bên trong bờ tây nam của lòng chảo Caloris gồm ít nhất 9 hố va chạm xếp chồng lên nhau, mỗi hố va chạm riêng biệt có đường kính lên đến 8 km. Do vậy, nó là một hệ thống "núi lửa kép". Các đáy của miệng phun  nằm thấp hơn bờ miệng hố một chút là 1 km và gần giống với hố va chạm được chạm trổ bởi các vụ phun trào hoặc biến đổi do bị suy sụp tạo thành các khoảng trống, hình thành bởi sự rút đi lượng nham thạch trở theo một đường dẫn. Các nhà khoa học không thể ước tính tuổi của hệ thống núi lửa kép nhưng các nhà khoa học thông báo rằng có thể nó tới một tỷ năm tuổi.

## Môi trường bề mặt và khí quyển

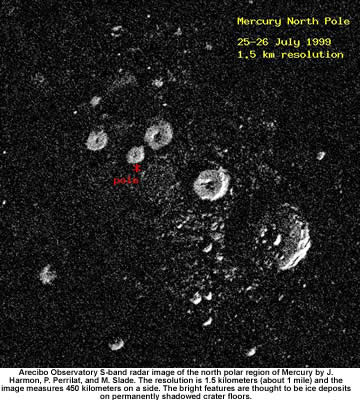
Ảnh radar chụp cực bắc Sao Thủy.
Ảnh của Arecibo Observatory 25-26/7/1999.

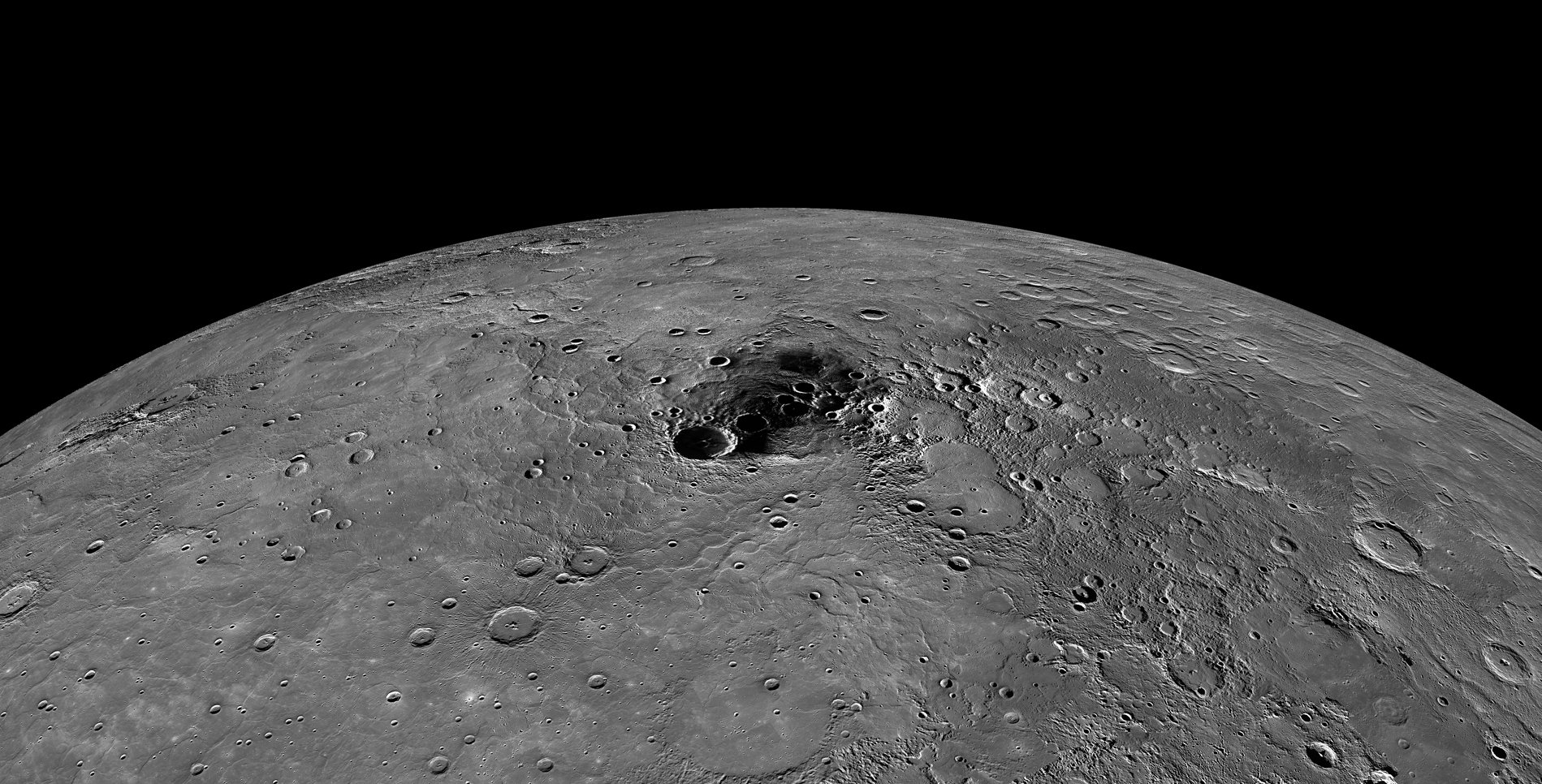
Ảnh radar chụp cực bắc Sao Thủy, nơi NASA xác nhận tồn tại một lượng lớn băng nước vĩnh cửu trong những hố va chạm tối tăm ở đây.

Tại 0° vĩ bắc và 0° kinh tây, nhiệt độ bề mặt của Sao Thủy dao động từ 100 K (-173 °C) đến 700 K (427 °C) 
do sự thiếu vắng bầu khí quyển (khí quyển cực kỳ mỏng) và gradient nhiệt độ biến đổi mạnh giữa xích đạo và các cực. Vùng được Mặt Trời chiếu sáng có nhiệt độ gần 700 K tại điểm cận nhật sau đó giảm xuống 550 K ở điểm viễn nhật. 
Ở mặt tối của hành tinh này, nhiệt độ trung bình là 110 K. 
Cường độ bức xạ Mặt Trời trên bề mặt Sao Thủy nằm trong khoảng 4,59 đến 10,61 lần hằng số Mặt Trời (1.370 W•m−2).
Mặc dù nhiệt độ ban ngày trên bề mặt Sao Thủy nhìn chung cực kỳ cao, nhưng các quan sát cho rằng băng (nước) có tồn tại trên Sao Thủy. Đáy của các hố va chạm sâu ở các cực chưa bao giờ tiếp xúc trực tiếp với ánh sáng Mặt Trời, và nhiệt độ ở đây duy trì dưới 102 K; rất thấp so với nhiệt độ trung bình của hành tinh này. Băng nước phản xạ rất mạnh sóng radar, và các quan sát từ kính thiên văn Goldstone đường kính 70 m và VLA trong đầu thập niên 1990 đã tiết lộ rằng có những "miền" phản xạ rất mạnh sóng ra đa ở gần các cực. Trong khi băng không phải là nguyên nhân duy nhất gây ra sự phản xạ mạnh ở các vùng này, các nhà thiên văn học vẫn tin rằng điều này có khả năng xảy ra rất cao.
Các vùng đóng băng ước lượng chứa khoảng 1014–1015 kg băng, và có thể bị phủ bởi một lớp regolith ức chế sự thăng hoa của chúng. So sánh với các hành tinh khác, các lớp băng ở Nam Cực trên Trái Đất có khối lượng khoảng 4×1018 kg, và chỏm băng ở cực nam của Sao Hỏa chứa khoảng 1016 kg nước. Các nhà khoa học vẫn chưa biết rõ nguồn gốc băng trên Sao Thủy, nhưng hai nguồn có thể xảy ra là từ sự thoát hơi nước trong lòng hành tinh hoặc đến từ các sao chổi rơi xuống Sao Thủy.
Với khối lượng quá nhỏ, Sao Thủy không đủ sức bảo tồn bầu khí quyển của nó – các nguyên tử trong bầu khí quyển liên tục bị mất vào trong không gian vì sức hút của trọng lực quá yếu. Hành tinh có một "tầng khí quyển ngoài" rất mong manh chứa hiđrô, heli, oxy, natri, canxi, kali và các nguyên tố khác. Vùng ngoại quyển này không ổn định, các nguyên tử liên tục bị mất và bổ sung từ nhiều nguồn khác nhau. Các nguyên tử hiđrô và heli có thể do gió Mặt Trời mang đến, khuếch tán vào từ quyển của Sao Thủy trước khi thoát trở lại vào không gian. Phân rã phóng xạ của các nguyên tố trong lớp vỏ của Sao Thủy là một nguồn khác cung cấp lượng heli, cũng như natri và kali. MESSENGER đã phát hiện một tỉ lệ lớn các nguyên tố canxi, heli, hydroxide, magiê, oxy, kali, silic và natri. Hơi nước cũng có mặt, được giải phóng từ nhiều quá trình kết hợp như: sao chổi va quẹt vào bề mặt, hình thành từ sự kết hợp của hiđrô từ gió Mặt Trời và oxy từ trong đá, và thăng hoa từ các bể băng bị chôn vùi vĩnh cửu trong các hố va chạm tại hai cực tối. Việc phát hiện ra một lượng lớn nước liên quan đến các ion như O+, OH-, và H3O+ (hydroni) là một điều rất ngạc nhiên đối với các nhà khoa học. Do số lượng các ion này xuất hiện trong môi trường không gian quanh Sao Thủy, các nhà khoa học phỏng đoán rằng các phân tử này có thể được thổi đi từ bề mặt hoặc ngoại quyển bởi gió Mặt Trời.
Các nhà khoa học cũng phát hiện sự tồn tại của natri, kali và canxi trong bầu khí quyển hành tinh vào thập niên 1980-1990, và họ cho đây là kết quả của sự bốc hơi các đá trên bề mặt khi các tiểu thiên thạch va chạm vào Sao Thủy. Năm 2008, thiết bị trên tàu MESSENGER phát hiện ra nguyên tố magiê. Các nghiên cứu chỉ ra rằng, sự phát thải natri xuất hiện ở một số khu vực tương ứng với các cực từ của hành tinh này. Điều này có thể là kết quả của sự tương tác giữa từ quyển và bề mặt của Thủy Tinh.
Ngày 29 tháng 11 năm 2012, NASA công bố xác nhận rằng từ các hình ảnh chụp từ không gian của tàu MESSENGER đã phát hiện các hố va chạm ở cực bắc có chứa băng nước. Sean C. Solomon nói với tờ The New York Times là lượng băng trên Sao Thủy "đủ để bao phủ Washington, D.C., trong một lớp băng dày hai dặm rưỡi."

## Từ trường và từ quyển

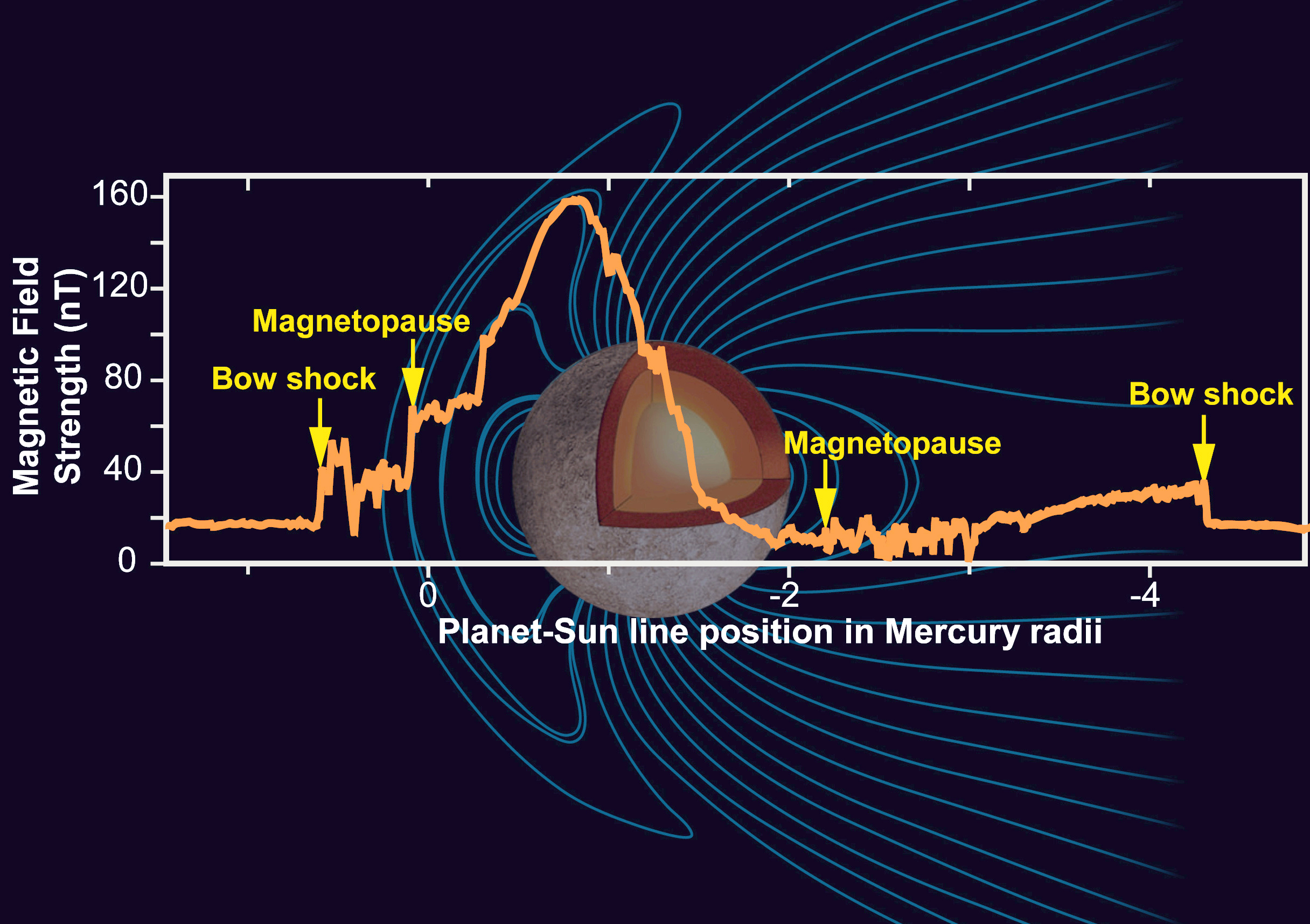
Đồ thị thể hiện độ mạnh tương đối của từ trường Sao Thủy

Mặc dù có kích thước nhỏ và vận tốc quay quanh trục chậm, Sao Thủy có một từ trường đáng chú ý và dường như phân bố trên toàn bộ hành tinh này. Theo những đo lường từ tàu Mariner 10, từ trường của nó mạnh khoảng 1,1% so với từ trường Trái Đất. Độ mạnh của từ trường tại xích đạo Sao Thủy vào khoảng 300 nT. Cũng giống như Trái Đất, từ trường Sao Thủy cũng có hai cực. Chỉ khác là các cực từ của Sao Thủy nằm gần như thẳng hàng với trục quay của hành tinh này. Các đo đạc từ Mariner 10 và MESSENGER cho thấy rằng độ mạnh và hình dạng từ trường là ổn định.
Có thể từ trường này được tạo ra theo một phương thức của hiệu ứng dyamo, theo cách tương tự với từ trường của Trái Đất. Hiệu ứng dynamo có thể là kết quả từ sự tuần hoàn của phần lõi lỏng giàu sắt của hành tinh này. Đặc biệt các hiệu ứng thủy triều mạnh gây ra bởi quỹ đạo lệch tâm lớn của Sao Thủy giữ cho lõi ở trạng thái lỏng để duy trì hiệu ứng dyamo.
Từ trường của Sao Thủy đủ mạnh để làm chệch hướng gió mặt trời xung quanh hành tinh này, tạo ra từ quyển. Từ quyển của hành tinh mặc dù đủ nhỏ để nằm gọn bên trong Trái Đất, nhưng đủ mạnh để giữ plasma gió mặt trời. Điều này góp phần vào quá trình phong hóa không gian của bề mặt Sao Thủy. Những quan sát do Mariner 10 thực hiện đã phát hiện những dòng plasma năng lượng thấp trong từ quyển phía mặt tối của hành tinh này. Những tiếng nổ của các hạt mang năng lượng đã được phát hiện trong đuôi từ của hành tinh, ám chỉ từ quyển có tính động lực của Sao Thủy.
Trong thời gian bay qua hành tinh lần thứ hai vào ngày 6 tháng 10 năm 2008, MESSENGER phát hiện ra từ trường của Sao Thủy có thể "rò rỉ". Tàu vũ trụ đã gặp phải các cơn "xoáy từ" – những bó xoắn từ trường kết hợp từ trường hành tinh với không gian liên hành tinh – có bề rộng lên đến 800 km, tương đương 1/3 lần bán kính của hành tinh này. Các 'xoáy' này hình thành khi các trường từ mang theo bởi gió Mặt Trời gắn kết với từ trường của Sao Thủy. Khi gió Mặt Trời thổi qua từ trường Sao Thủy, các trường từ gắn kết này được mang đi cùng với nó và xoắn lại tạo thành các cấu trúc giống như xoáy. Những ống thông lượng từ xoắn này, về mặt kỹ thuật được gọi là sự kiện truyền thông lượng, tạo ra các cửa sổ mở trong tấm chắn từ của hành tinh mà qua đó gió Mặt Trời có thể xâm nhập vào và ảnh hưởng trực tiếp đến bề mặt Sao Thủy.
Quá trình liên kết các từ trường của hành tinh và từ trường liên hành tinh, được gọi là tái liên kết từ (magnetic reconnection), một hiện tượng phổ biến trong khắp vũ trụ. Nó xuất hiện trong từ trường Trái Đất, ở đây nó cũng tạo ra các xoắn từ như thế. Các quan sát của tàu MESSENGER còn cho thấy tốc độ tái kết nối này trên Sao Thủy gấp 10 lần so với Trái Đất. Mức độ gần Mặt Trời của Sao Thủy chỉ đóng góp khoảng 1/3 vào tốc độ kết nối theo quan sát của MESSENGER.

## Quỹ đạo và sự quay quanh trục
Quỹ đạo của Sao Thủy là một hình elip rất hẹp, độ dài của bán trục chính là 70 triệu km trong khi bán trục nhỏ chỉ có 46 triệu km. Vận tốc quỹ đạo của Sao Thủy rất cao vì ảnh hưởng trọng lực của Mặt Trời. Sao Thủy quay một vòng chung quanh Mặt Trời vào khoảng 88 ngày (chính xác hơn là 87,969 ngày) – một năm Sao Thủy, do đó, dài bằng 88 ngày của Trái Đất. Biểu đồ bên cạnh minh họa ảnh hưởng của độ lệch tâm, và so sánh giữa quỹ đạo elip của Sao Thủy với quỹ đạo tròn có cùng giá trị bán trục lớn. Hành tinh càng gần điểm cận nhật thì có vận tốc càng lớn như trên hình thể hiện vị trí Sao Thủy theo khoảng thời gian 5 ngày. Hình vẽ bên cũng thể hiện kích cỡ của các hình cầu tỷ lệ với độ lớn của lực hấp dẫn từ Mặt Trời, lực này tỉ lệ nghịch với khoảng cách đến tâm Mặt Trời. Sự biến đổi trong khoảng cách, kết hợp với cộng hưởng tự quay-quỹ đạo 3:2 của vận tốc quay quanh trục hành tinh, tạo ra sự biến đổi phức tạp của nhiệt độ bề mặt Sao Thủy. Sự cộng hưởng này khiến 1 "ngày" trên Sao Thủy bằng chính xác hai "năm" của Sao Thủy, hay 176 ngày Trái Đất.
Mặt phẳng quỹ đạo của Sao Thủy nghiêng 7 độ so với mặt phẳng quỹ đạo của Trái Đất (mặt phẳng hoàng đạo) - lớn nhất trong số 8 hành tinh được biết đến trong hệ Mặt Trời, như được chỉ ra hình bên (hai đoạn quỹ đạo màu vàng và nâu thể hiện quỹ đạo Sao Thủy cắt qua mặt phẳng hoàng đạo). Do vậy hiện tượng đi qua của Sao Thủy trên đĩa Mặt Trời chỉ xuất hiện khi hành tinh nằm gần giao điểm của mặt phẳng quỹ đạo Sao Thủy với mặt phẳng quỹ đạo Trái Đất và ở giữa đường nối Trái Đất và Mặt Trời. Hiện tượng này xảy ra trung bình sau khoảng 7 năm Trái Đất.
Độ nghiêng trục quay của hành tinh gần như bằng 0, với giá trị tốt nhất đo được bằng 0,027 độ. Giá trị này nhỏ hơn hẳn so với của Sao Mộc, là hành tinh có độ nghiêng trục quay nhỏ thứ hai với giá trị 3,1 độ. Điều này có nghĩa là một người nếu đứng trên một cực của Sao Thủy, tâm của Mặt Trời không bao giờ mọc cao hơn 2,1 phút cung bên trên đường chân trời.
Ở một số điểm cụ thể trên bề mặt Sao Thủy, một số người có thể nhìn thấy Mặt Trời mọc một nửa đường, sau đó nó quay ngược lại và lại mọc trở lại, tất cả trong cùng một ngày Sao Thủy. Điều này là do trước thời gian xấp xỉ bằng 4 ngày Trái Đất khi hành tinh chuẩn bị đến điểm cận nhật, vận tốc quỹ đạo góc của Sao Thủy bằng vận tốc tự quay quanh trục của hành tinh do vậy chuyển động biểu kiến của Mặt Trời mất đi; càng gần điểm cận nhật hơn, vận tốc quỹ đạo góc của Sao Thủy vượt vận tốc góc tự quay. Từ đây, nếu một người đứng trên Sao Thủy, Mặt Trời hiện lên như là chuyển động theo hướng ngược lại. Bốn ngày sau khi hành tinh đi qua điểm cận nhật, chuyển động biểu kiến của Mặt Trời trở lại bình thường.
Sao Thủy duy trì thời điểm giao hội trong (tiếp cận gần với Trái Đất) trung bình với khoảng thời gian 116 ngày Trái Đất, nhưng khoảng thời gian này có thể thay đổi từ 105 ngày đến 129 ngày do quỹ đạo elip lệch tâm của nó. Sao Thủy có thể cách Trái Đất một khoảng cách 77,3 triệu km, nhưng sẽ không gần hơn Trái Đất một khoảng 80 triệu km cho đến năm 28.622 sau Công nguyên. Lần tiếp cận tới với khoảng cách 82,1 triệu km là vào năm 2679, và khoảng cách 82 triệu km vào năm 4487. Chu kỳ hành tinh chuyển động nghịch hành biểu kiến khi nhìn từ Trái Đất có thể thay đổi từ 8 đến 15 ngày trong khoảng thời gian mỗi lần giao hội trong. Khoảng thời gian biến đổi lớn như vậy là do độ lệch tâm quỹ đạo của Sao Thủy. Về cơ bản, Sao Thủy nằm gần Mặt Trời nhất, do đó khi lấy mốc thời gian trung bình, Sao Thủy là hành tinh gần Trái Đất nhất, và theo đó Sao Thủy là hành tinh nằm gần nhất với bảy hành tinh còn lại trong hệ Mặt Trời.

### Cộng hưởng Tự quay-quỹ đạo

Sau một vòng quỹ đạo, Sao Thủy quay quanh trục được 1,5 vòng, do đó sau hai vòng quỹ đạo cùng một bán cầu nhận ánh sáng Mặt Trời trở lại.

Trong nhiều năm các nhà thiên văn nghĩ rằng Sao Thủy bị khóa đồng bộ với Mặt Trời, nó tự quay được một vòng trong mỗi chu kỳ quỹ đạo và luôn luôn hướng một bán cầu về phía Mặt Trời, giống như một bán cầu của Mặt Trăng luôn hướng về phía Trái Đất. Quan trắc bằng radar năm 1965 chứng minh rằng hành tinh có cộng hưởng Tự quay-quỹ đạo 3:2, hành tinh quay quanh trục được 3 vòng trong 2 chu kỳ quay quanh Mặt Trời; quỹ đạo lệch tâm lớn của Sao Thủy giúp cho quá trình cộng hưởng này được ổn định—ở điểm cận nhật, khi lực thủy triều của Mặt Trời là mạnh nhất, và Mặt Trời gần như đứng yên trên nền trời của Sao Thủy.
Lý do ban đầu mà các nhà thiên văn nghĩ rằng hành tinh bị khóa đồng bộ với Mặt Trời đó là, bất cứ khi nào Sao Thủy ở vị trí tốt nhất cho quan sát từ mặt đất, hành tinh này luôn ở cùng một điểm trong cộng hưởng 3:2, do vậy luôn xuất hiện với cùng một bán cầu. Điều này là do, một cách trùng hợp, chu kỳ tự quay của Sao Thủy gần như bằng chính xác một nửa chu kỳ giao hội khi quan sát từ Trái Đất. Do cộng hưởng tự quay - quỹ đạo 3:2, ngày Mặt Trời (thời gian giữa hai lần Mặt Trời ở điểm cao nhất trên bầu trời) dài bằng 176 ngày Trái Đất. Ngày theo sao (sidereal day, khoảng thời gian để một ngôi sao ở xa xuất hiện lại tại cùng vị trí trên bầu trời, hay chu kỳ tự quay) bằng 58,7 ngày Trái Đất.
Các mô phỏng trên máy tính cho thấy, độ lệch tâm quỹ đạo của Sao Thủy biến đổi hỗn loạn từ giá trị gần 0 (tròn) đến giá trị hơn 0,45 trong hàng triệu năm do ảnh hưởng nhiễu loạn từ các hành tinh khác. Độ lệch tâm quỹ đạo lớn có thể là nguyên nhân giải thích cộng hưởng tự quay - quỹ đạo 3:2 (so với hiện tượng khóa thủy triều 1:1), do trạng thái này thường xuất hiện ở những vật thể có độ lệch tâm quỹ đạo lớn. Mô phỏng cũng cho kết quả trong tương lai do ảnh hưởng hấp dẫn của Sao Mộc làm tăng độ dài khoảng cách của điểm cận nhật trên quỹ đạo Sao Thủy và có 1% khả năng hành tinh này sẽ va chạm với Sao Kim trong khoảng 5 tỷ năm nữa.

### Sự tiến động của điểm cận nhật
Năm 1859, nhà toán học và thiên văn học người Pháp Urbain Le Verrier thông báo phát hiện ra sự tiến động rất chậm của điểm cận nhật quỹ đạo Sao Thủy xung quanh Mặt Trời mà không thể giải thích đầy đủ bằng định luật vạn vật hấp dẫn của Newton và bởi lý thuyết nhiễu loạn do ảnh hưởng của các hành tinh khác. Ông nêu ra một số cách giải thích, bao gồm tồn tại một hành tinh chưa được phát hiện (hoặc có lẽ một vành đai các vật thể nhỏ) tồn tại bên trong quỹ đạo giữa Mặt Trời và Sao Thủy, để tính đến nhiễu loạn do "hành tinh bí ẩn" gây ra. Có người thì đề xuất hiện tượng tiến động điểm cận nhật là do Mặt Trời không phải là hình cầu lý tưởng mà nó hơi phình ra tại xích đạo. Do phát hiện thành công Sao Hải Vương dựa trên những tính toán nhiễu loạn quỹ đạo của Sao Thiên Vương khiến nhiều nhà thiên văn học tin rằng tồn tại một hành tinh chưa khám phá ở gần Mặt Trời mà họ đặt tên là "Vulcan", nhưng họ không bao giờ tìm thấy nó.
Sự tiến động của điểm cận nhật của quỹ đạo Sao Thủy bằng 5600 giây cung (1,5556°) trên một thế kỷ, trong khi giá trị này của Trái Đất bằng 574,10±0,65 giây cung trên một thế kỷ so với hệ quy chiếu thiên cầu chuẩn (ICFR). Cơ học Newton, tính đến ảnh hưởng của mọi hành tinh khác trong hệ Mặt Trời, tính ra giá trị tiến động bằng 5557 giây cung (1,5436°) (lệch 43") trên một thế kỷ. Năm 1915, lý thuyết tương đối tổng quát của Albert Einstein thành công khi giải thích hiện tượng này. Lực hấp dẫn là hệ quả của sự uốn cong không thời gian và ông tính ra sự tiến động của điểm cận nhật Sao Thủy do ảnh hưởng của độ cong không thời gian bằng 42,98" trên một thế kỷ. Kết quả này mang lại niềm tin tưởng sâu sắc của Einstein rằng cuối cùng ông đã tìm ra dạng đúng của phương trình trường của thuyết tương đối rộng. Tiên đoán của thuyết tương đối rộng về sự tiến động của điểm cận nhật cũng đúng cho các hành tinh khác: 8,62" trên một thế kỷ đối với Sao Kim, 3,84" cho Trái Đất, 1,35" cho Sao Hỏa, và 10,05" cho tiểu hành tinh 1566 Icarus.

## Quan sát

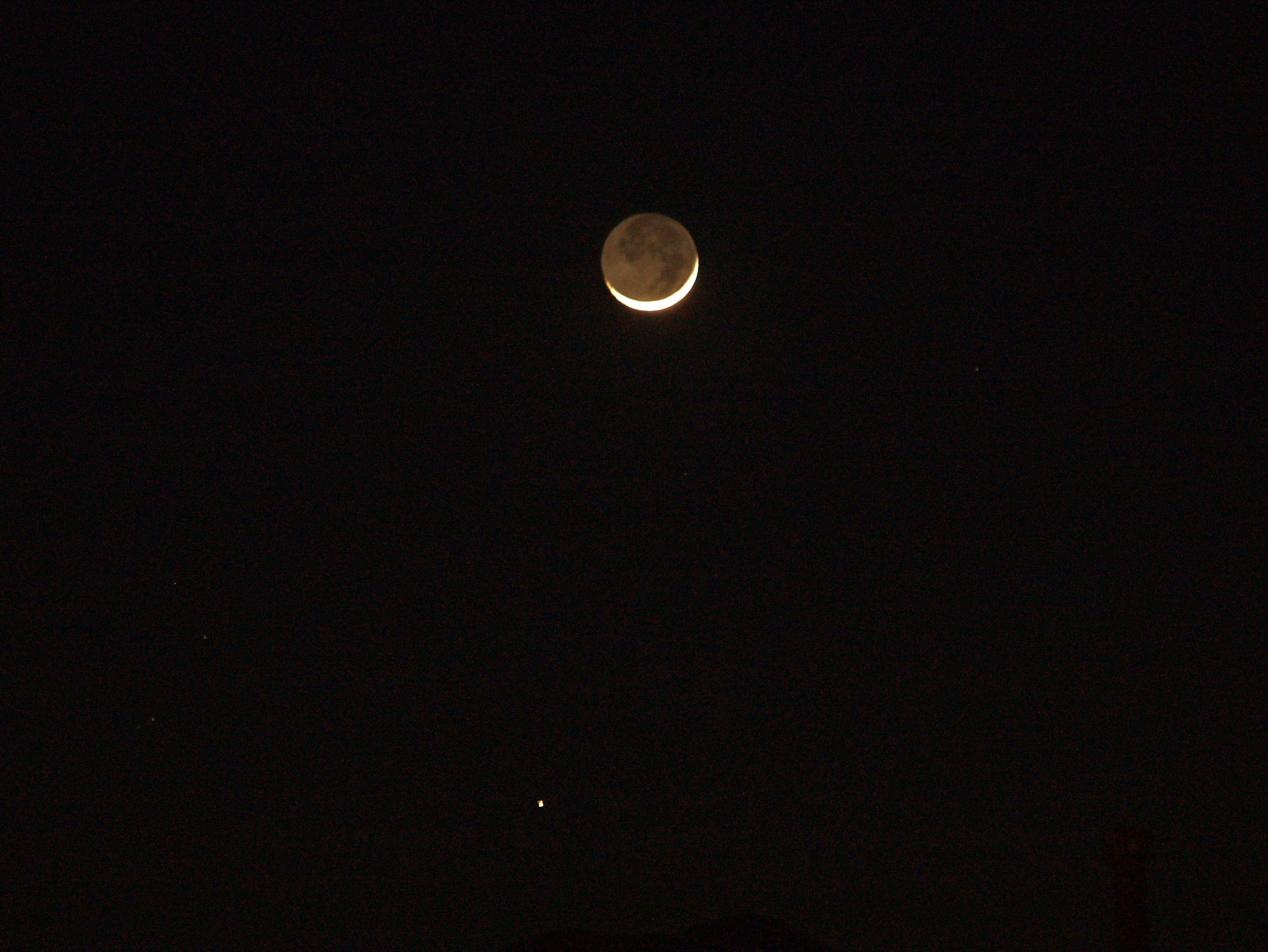
Sao Thủy bên dưới Mặt Trăng, chụp ở Bắc bán cầu.

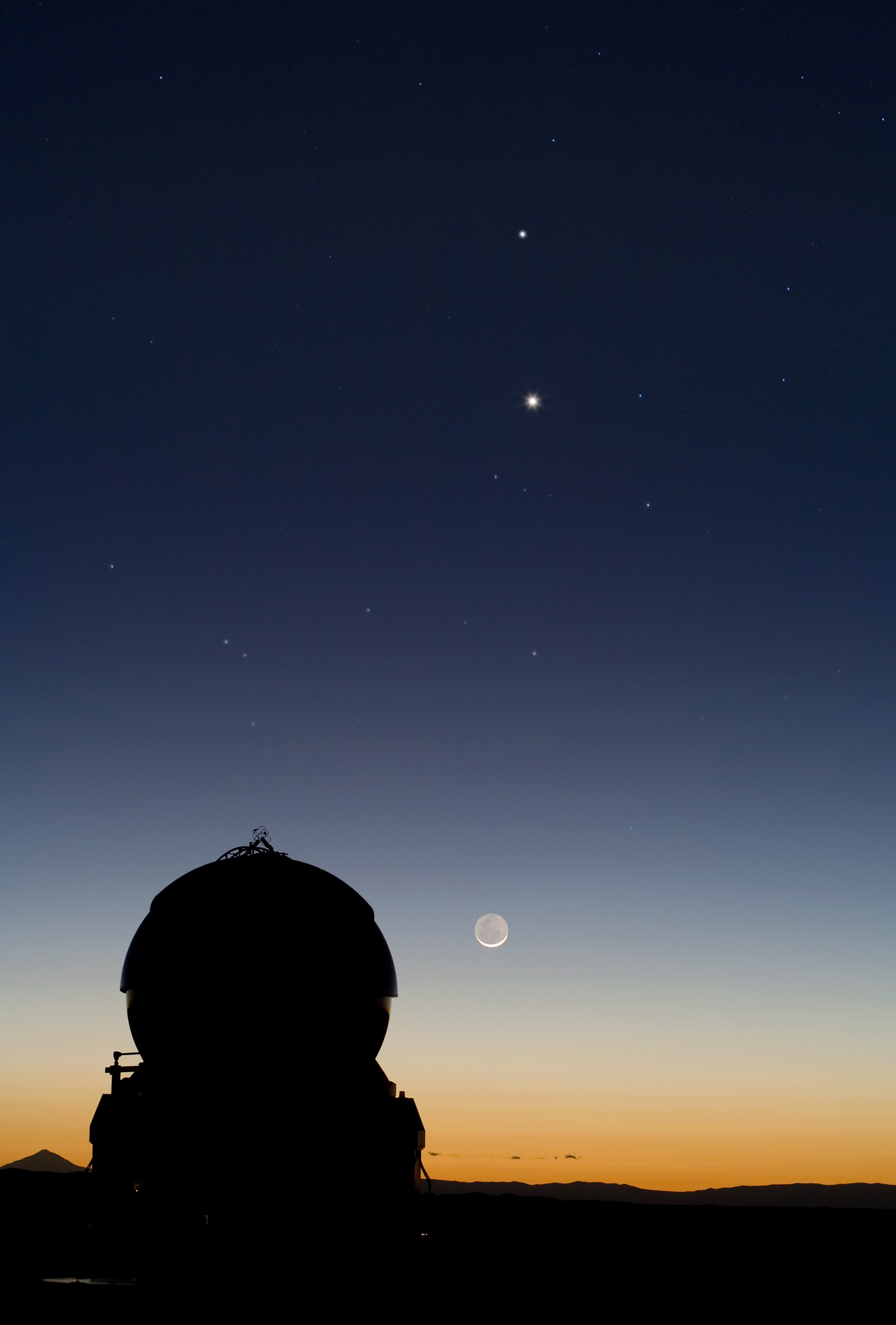
Sao Thủy, Sao Kim và Mặt Trăng giao hội. Đài quan sát Paranal (ESO) tại Nam bán cầu.

Cấp sao biểu kiến của Sao Thủy biến đổi từ −2,6 (sáng hơn ngôi sao sáng nhất trên bầu trời là Sirius) cho đến +5,7 (xấp xỉ giới hạn lý thuyết cho khả năng nhìn được bằng mắt thường). Hành tinh trở lên sáng nhất khi nó đến gần Mặt Trời. Chúng ta rất khó quan sát Sao Thủy bởi nó luôn gần Mặt Trời, và thường bị lu mờ đi bởi ánh sáng của Mặt Trời. Sao Thủy thường có thể quan sát bằng ống nhòm hay thậm chí bằng mắt thường và chỉ xuất hiện trong thời điểm ngắn trong lúc chạng vạng.
Sao Thủy, giống như một vài hành tinh và những ngôi sao sáng nhất, có thể nhìn thấy trong những lần nhật thực toàn phần.
Giống như Mặt Trăng và Sao Kim, Sao Thủy cũng trải qua các pha khi nhìn từ Trái Đất. Nó ở pha "mới" tại vị trí giao hội gần và pha "tròn" tại vị trí giao hội xa so với Trái Đất. Nhưng hành tinh gần như không thể quan sát được vì cả hai vị trí này nó đều bị lu mờ dưới ánh sáng Mặt Trời.
Về mặt kỹ thuật, Sao Thủy sáng nhất khi nó ở pha tròn. Tuy khi nhìn từ Trái Đất lúc nó ở pha tròn thì khoảng cách giữa hành tinh và Trái Đất lại xa nhất trên quỹ đạo nhưng bù lại gần như cả bán cầu Sao Thủy được Mặt Trời chiếu sáng do hiệu ứng xung đối / giao hội. Điều ngược lại đúng cho Sao Kim, hành tinh này sáng nhất khi nó ở pha lưỡi liềm, bởi vì khoảng cách Sao Kim đến Trái Đất lúc này trở nên gần hơn khi hành tinh ở pha trương huyền.
Nhưng thực tế, thời điểm Sao Thủy sáng nhất (pha tròn) thì giới thiên văn nghiệp dư lại không thể quan sát được do nó ở rất gần Mặt Trời trên bầu trời. Thời điểm quan sát Sao Thủy tốt nhất khi nó ở pha lưỡi liềm hoặc trương huyền, tuy lúc này nó mờ hơn và cần kính thiên văn hoặc ống nhòm mới có thể thấy được hình ảnh của pha Sao Thủy. Pha lưỡi liềm đầu tiên và trương huyền cuối cùng của hành tinh xuất hiện khi nó có góc ly giác lớn nhất tương ứng ở phía đông và phía tây. Ở cả hai vị trí, khoảng cách góc từ Sao Thủy đến Mặt Trời thay đổi từ 17,9° khi nó ở điểm cận nhật đến 27,8° khi ở điểm viễn nhật. Tại thời điểm có góc ly giác cực đại ở phía tây, Sao Thủy mọc sớm nhất hơn Mặt Trời, và tại góc ly giác cực đại ở hướng đông, nó lặn muộn nhất sau Mặt Trời.
Đứng trên mặt đất, tại những vĩ độ nhiệt đới và cận nhiệt đới, có thể quan sát Sao Thủy dễ hơn so với khi đứng tại những vùng có vĩ độ cao hơn. Điều này là do ảnh hưởng của hai hiệu ứng: (i) Mặt Trời di chuyển lên cao trên chân trời theo góc dốc đứng hơn lúc Mặt Trời mọc và lặn xuống cũng theo phương nghiêng hơn, do vậy khoảng thời gian lúc chạng vạng ngắn hơn, và (ii) ở những thời điểm thích hợp trong năm, mặt phẳng hoàng đạo cắt chân trời ở góc dốc đứng lớn, có nghĩa là Sao Thủy ở góc cao độ tương đối lớn (lên tới 28°) khi bầu trời hoàn toàn tối. Những điều kiện này có thể tồn tại, như sau khi Mặt Trời lặn lúc Trái Đất gần Xuân phân, trong tháng 3 hay 4 ở khu vực bắc xích đạo hay trong tháng 9/10 ở khu vực nam xích đạo. Ngược lại, quan sát trước khi Mặt Trời mọc thuận tiện nhất lúc Thu phân.
Ở vĩ độ ở vùng ôn đới, có thể quan sát Sao Thủy dễ hơn khi đứng ở Nam bán cầu Trái Đất so với ở Bắc bán cầu. Điều này là do góc ly giác cực đại ở phía tây Mặt Trời xuất hiện khi quan sát hành tinh vào thời điểm đầu mùa thu ở bán cầu nam, trong khi góc ly giác cực đại ở phía đông xuất hiện vào cuối mùa đông cũng ở bán cầu nam. Trong cả hai trường hợp, góc quan sát Sao Thủy hợp với mặt phẳng hoàng đạo là lớn nhất, cho phép hành tinh mọc vài giờ trước Mặt Trời mọc và lặn vài giờ sau khi Mặt Trời lặn trong mỗi trường hợp tương ứng, tại vĩ độ ôn đới ở nam bán cầu, như ở Argentina, Chile và Nam Phi. Ngược lại, tại những vùng vĩ độ ôn đối bắc bán cầu, Sao Thủy luôn chỉ lên cao vài độ so với chân trời; do đó khó và chỉ có thể quan sát được trong thời gian ngắn. Khi quan sát hành tinh này cần phải có kính lọc để giảm ảnh hưởng của ánh sáng Mặt Trời.
Nếu quan sát qua các kính thiên văn mặt đất thì chúng ta chỉ quan sát được Sao Thủy ở phần bán cầu sáng và chỉ thu được chi tiết bề mặt giới hạn. Tàu không gian đầu tiên trong số hai tàu từ trước đến nay (2013) thăm dò Sao Thủy đó là tàu Mariner 10, nó gửi về hình ảnh của 45% diện tích bề mặt hành tinh trong hai năm 1974 và 1975. Tàu thứ hai MESSENGER, sau ba lần bay qua Sao Thủy trong các năm 2008 tới 2009, nó đi vào quỹ đạo cực quay quanh Sao Thủy vào ngày 17 tháng 3 năm 2011, và gửi về dữ liệu gần như toàn bộ bề mặt hành tinh và những dữ liệu cần thiết khác.
Kính viễn vọng không gian Hubble không phải lúc nào cũng quan sát được Sao Thủy, do những thủ tục cần thiết để bảo vệ thiết bị camera khi hướng trực tiếp về phía gần Mặt Trời.

## Lịch sử quan sát

### Thời cổ đại

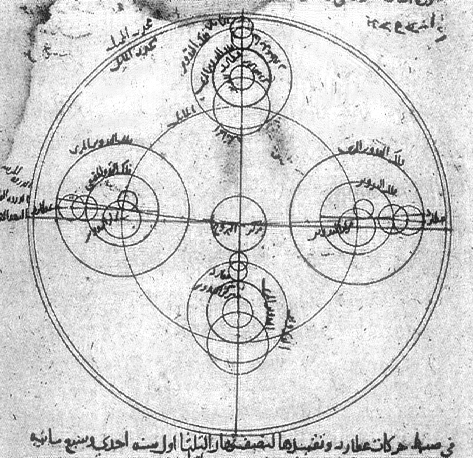
Mô hình Ibn al-Shatir về sự xuất hiện của Sao Thủy theo nhiều vòng tròn khác nhau.

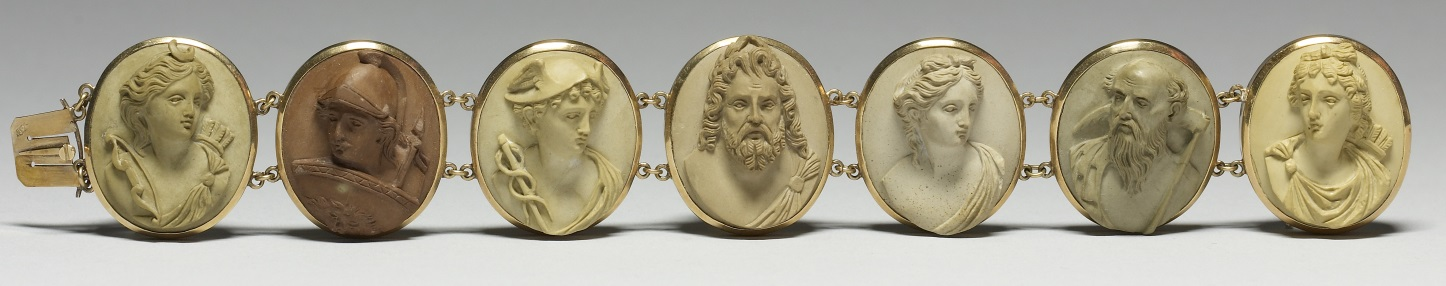
Vòng đeo tay có 7 vị thần tương ứng với 7 ngày trong tuần. Mặt Trăng (thứ Hai), Sao Hỏa (thứ Ba), Sao Thủy (thứ Tư), Sao Mộc (thứ Năm), Sao Kim (thứ Sáu), Sao Thổ (thứ Bảy), Mặt Trời (chủ Nhật).

Chứng tích sớm nhất ghi lại những quan sát Sao Thủy là từ bảng MUL.APIN của người Babylon thu thập. Những quan sát này do các nhà thiên văn cổ đại Assyria thực hiện ở thế kỷ XIV TCN. Ký hiệu hình cái nêm trên bảng Mul.Apin của Sao Thủy được chuyển tự thành Udu.Idim.Gu\u4.Ud ("hành tinh nhảy múa"). Những ghi chép của người Babylon về Sao Thủy có từ thế kỷ I TCN. Người Babylon gọi tên hành tinh là "Nabu" theo tên của vị thần thông điệp trong thần thoại của họ.
Thời đại Hēsíodos của Hy Lạp cổ đại gọi hành tinh này là Στίλβων (Stilbon), có nghĩa "sự lấp lánh", và Ἑρμάων (Hermaon). Sau đó người Hy Lạp gọi hành tinh là Apollo khi hành tinh xuất hiện vào sáng sớm, và Hermes khi nó xuất hiện vào buổi tối. Khoảng thế kỷ IV TCN, các nhà thiên văn Hy Lạp nhận ra hai thiên thể này là cùng một hành tinh, và Hermes (Ερμής: Ermis), là tên gọi của Sao Thủy trong tiếng Hy Lạp hiện đại. Tên gọi của hành tinh trong văn minh La Mã là, Mercury (Latin Mercurius), vị thần tương đương với thần Hermes của người Hy Lạp, do bởi hành tinh di chuyển nhanh hơn bất kỳ hành tinh nào được biết tới trong thế giới cổ đại. Ký hiệu thiên văn của Sao Thủy là phiên bản cách điệu hóa "thương trượng" của thần Hermes.
Nhà thiên văn Ai Cập - La Mã Claudius Ptolemaeus từng viết về khả năng hành tinh đi qua đĩa Mặt Trời trong tác phẩm Giả thuyết hành tinh của ông. Ông nêu ra không thể quan sát thấy Sao Thủy đi qua Mặt Trời bởi vì hành tinh này quá nhỏ hoặc sự kiện đi qua rất hiếm khi xảy ra.
Người Trung Quốc cổ đại gọi hành tinh này là 辰星, "Thần Tinh", và nó tương ứng với nguyên tố Thủy trong Ngũ Hành. Trong tiếng Trung Quốc, Hàn Quốc, Nhật Bản và tiếng Việt hiện đại gọi hành tinh này là "Thủy Tinh", Sao Thủy (水星), dựa trên Ngũ Hành. Thần thoại Hindu sử dụng tên thần "Budha" cho Sao Thủy và vị thần này cai quản ngày thứ Tư. Thần Odin trong thần thoại German đi kèm với Sao Thủy và ngày thứ Tư. Văn minh Maya sử dụng biểu tượng con Cú (hoặc bốn con Cú; hai cho buổi sáng và hai cho buổi chiều), phục vụ việc truyền tin trong thế giới địa ngục, cho Sao Thủy.
Người cổ đại đặt thứ Tư trong tuần tương ứng với Sao Thủy và trong nhiều ngôn ngữ Latin ngày nay, ví dụ mercredi trong tiếng Pháp, miércoles trong tiếng Tây Ban Nha, hoặc miercuri trong tiếng Rumani vẫn mang từ gốc Latin của Sao Thủy. Tên gọi các bảy ngày trong tuần trong thế giới hiện đại đều tương ứng với mỗi một hành tinh biết đến từ thời cổ đại, cùng với Mặt Trời cho chủ Nhật.
Trong thiên văn học Hồi giáo, nhà thiên văn Abū Ishāq Ibrāhīm al-Zarqālī ở Al-Andalus vào thế kỷ XI miêu tả quỹ đạo của Sao Thủy có hình oval thay vì hình tròn, như hình quả trứng, mặc dù phát hiện này không ảnh hưởng đến lý thuyết của ông về các tính toán thiên văn học. Trong thế kỷ XII, Ibn Bajjah quan sát thấy "hai hành tinh giống như chấm đen trên đĩa Mặt Trời," mà sau đó vào thế kỷ XIII nhà thiên văn Qotb al-Din Shirazi ở đài quan sát Maragheh miêu tả đó là sự đi qua Mặt Trời của Sao Thủy hoặc của Sao Kim. (Hoặc có thể đây là những vết đen Mặt Trời mà tới tận thời Phục Hưng mới nhận ra.)
Nhà thiên văn Ấn Độ Nilakantha Somayaji của trường phái Kerala trong thế kỷ XV phát triển mô hình hệ hành tinh trong đó Sao Thủy quay quanh Mặt Trời, và Mặt Trời lại quay quanh Trái Đất; một mô hình tương tự như của Tycho Brahe đề xuất vào cuối thế kỷ XVI.

### Nghiên cứu qua kính thiên văn trên mặt đất

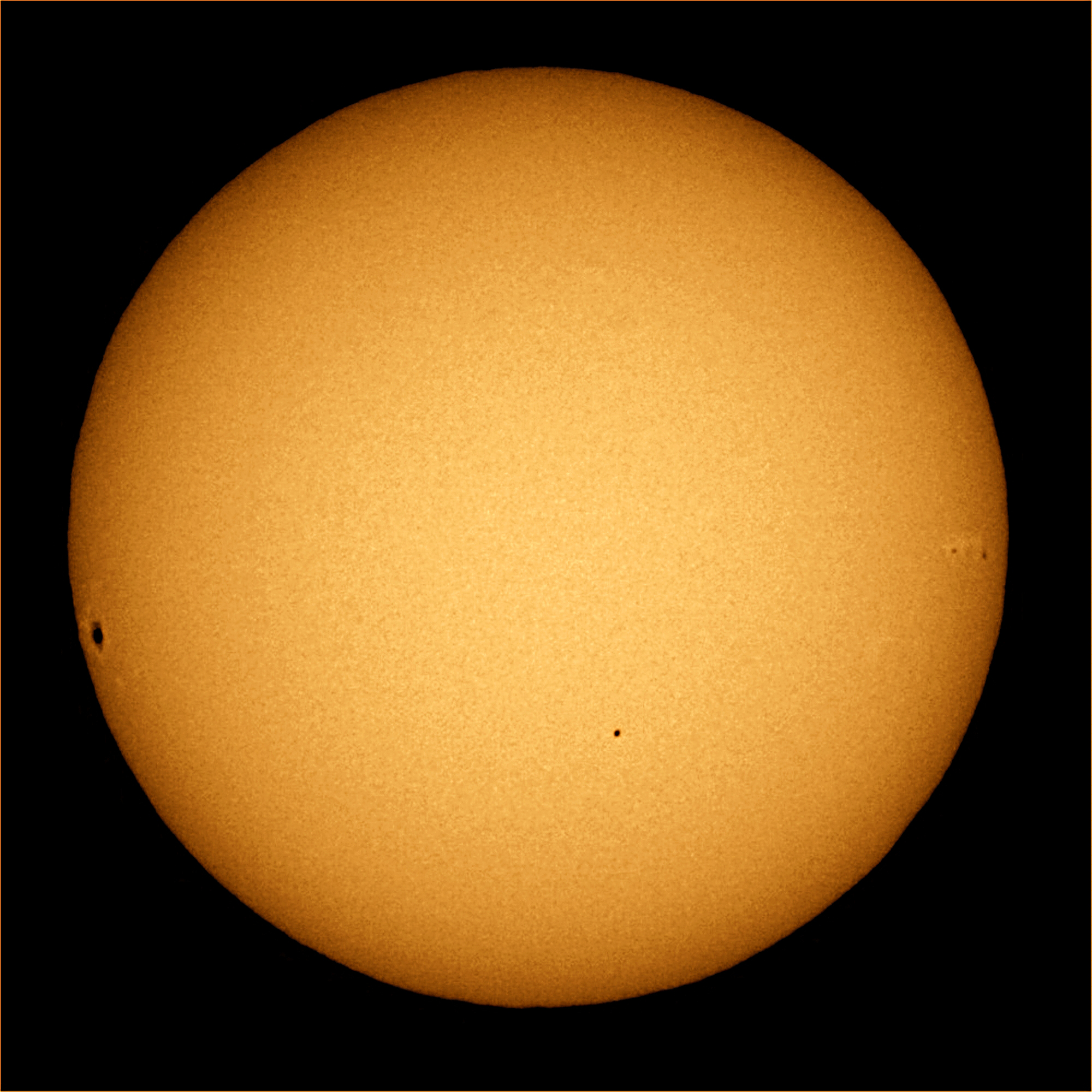
Sự đi qua của Sao Thủy. Chấm nhỏ là Sao Thủy phía dưới tâm của đĩa Mặt Trời. Vùng tối bên trái của đĩa là một vết đen Mặt Trời.

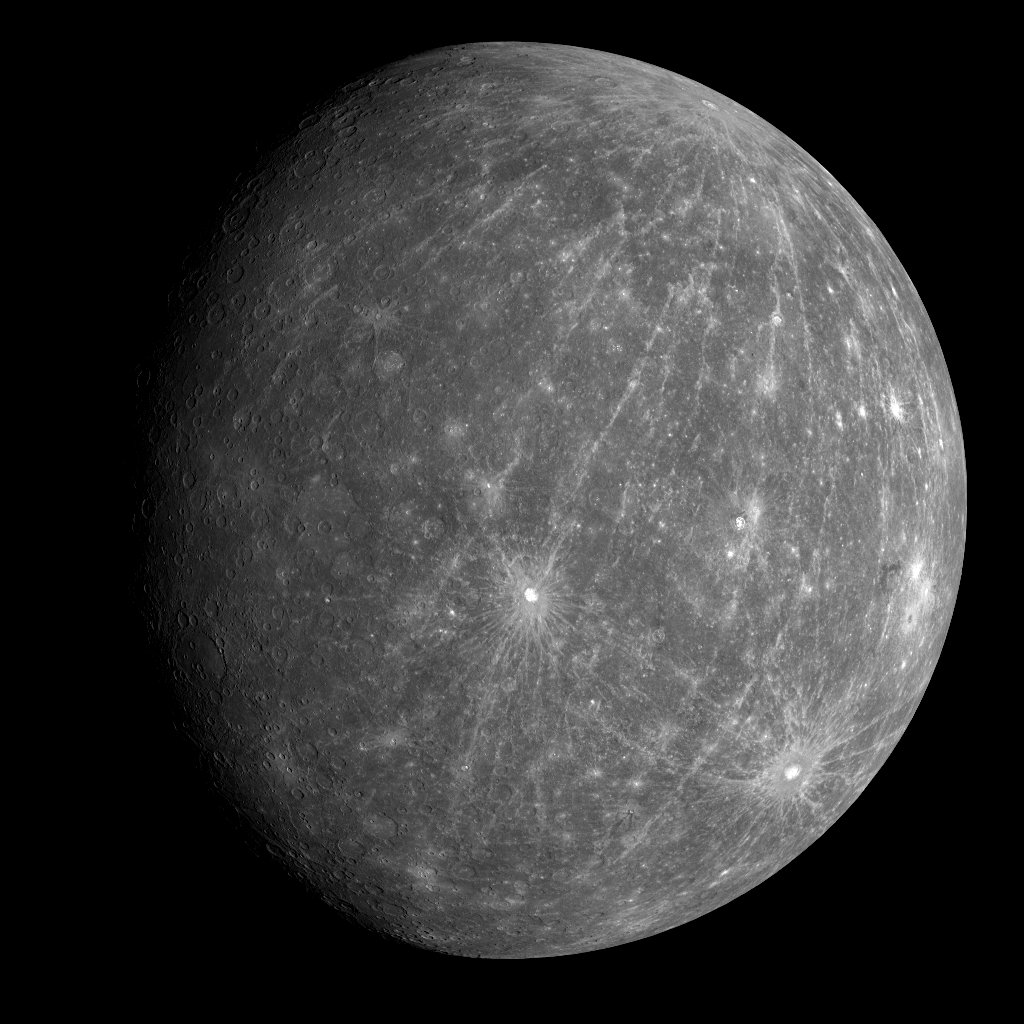
Ảnh màu thực Sao Thủy chụp từ MESSENGER.

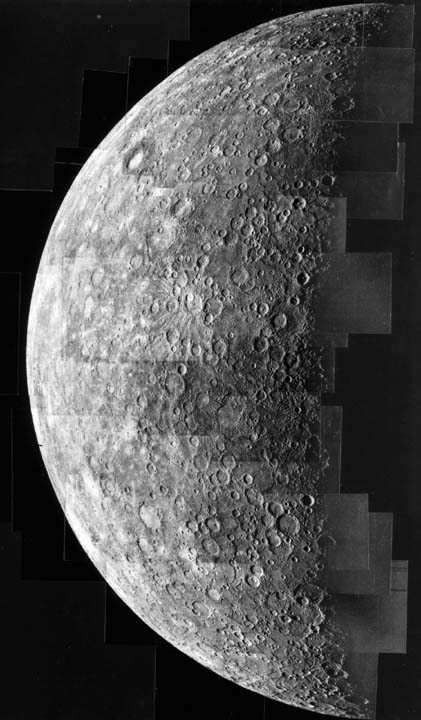
Ảnh ghép chụp bởi Mariner 10 năm 1974.

Quan sát bầu trời bằng kính thiên văn đầu tiên do Galileo Galilei thực hiện và ông cũng là người đầu tiên quan sát Sao Thủy vào thập niên 1610. Mặc dù ông đã nhận ra các pha trên Sao Kim lúc đó, nhưng kính thiên văn của ông không đủ mạnh để nhận ra hiện tượng này trên Sao Thủy. Năm 1631 Pierre Gassendi là người đầu tiên dùng kính thiên văn quan sát hiện tượng đi qua đĩa Mặt Trời của hành tinh do Johannes Kepler tiên đoán. Năm 1639 Giovanni Battista Zupi phát hiện ra Sao Thủy cũng trải qua các pha giống như pha Mặt Trăng và Sao Kim. Những quan sát này củng cố thêm bằng chứng Sao Thủy quay quanh Mặt Trời.
Một hiện tượng hiếm gặp trong thiên văn đó là một hành tinh che khuất một hành tinh khác khi nhìn từ Trái Đất. Sao Thủy và Sao Kim che khuất lẫn nhau cách thời điểm vài thế kỷ, và sự kiện này xảy ra vào ngày 28 tháng 3 năm 1737, là một sự kiện duy nhất trong lịch sử cho đến nay được quan sát bởi nhà thiên văn John Bevis ở Đài quan sát Hoàng gia Greenwich. Lần Sao Kim che khuất Sao Thủy tiếp theo xảy ra vào ngày 3 tháng 12 năm 2133.
Những khó khăn trong quan sát Sao Thủy cũng làm cho hành tinh này ít được nghiên cứu so với các hành tinh khác. Năm 1800 Johann Schröter cố gắng quan sát chi tiết bề mặt Thủy Tinh, và tuyên bố đã nhìn thấy một ngọn núi cao 20 km trên hành tinh. Friedrich Bessel sử dụng những bản đồ vẽ bề mặt của Schröter và ước lượng sai chu kỳ tự quay của nó bằng 24 giờ và độ nghiêng trục quay bằng 70°. Trong thập niên 1880, Giovanni Schiaparelli vẽ bản đồ chính xác hơn, và ông cho rằng chu kỳ tự quay của Sao Thủy bằng 88 ngày, bằng với chu kỳ quỹ đạo của nó, hay hành tinh bị khóa thủy triều. Hiện tượng này còn được biết đến là sự quay đồng bộ giống như trường hợp Mặt Trăng của Trái Đất. Nhà thiên văn Eugenios Antoniadi tiếp tục nỗ lực vẽ bản đồ chi tiết hành tinh, và ông xuất bản một cuốn sách năm 1934 với những bản đồ và kết quả quan sát do ông thực hiện. Nhiều đặc điểm trên Sao Thủy, đặc biệt là những vùng có suất phản chiếu mạnh, đã được Antoniadi đặt tên trong các bản đồ của ông.
Tháng 6 năm 1962, các nhà khoa học Liên Xô tại Viện Kỹ thuật vô tuyến và điện tử thuộc Viện Hàn lâm Khoa học Liên Xô do Vladimir Kotelnikov lãnh đạo là nhóm đầu tiên phát tín hiệu ra đa và thu tín hiệu phản xạ từ Sao Thủy, mở ra cách thức mới trong nghiên cứu hành tinh này. Ba năm sau, các nhà khoa học Hoa Kỳ Gordon Pettengill và R. Dyce sử dụng kính thiên văn vô tuyến đường kính 300 mét ở Đài quan sát Arecibo tại Puerto Rico đo được tốc độ tự quay thực của hành tinh bằng xấp xỉ 59 ngày. Cho đến thời điểm này đa số các nhà thiên văn đều đồng ý về sự quay đồng bộ của Sao Thủy, và phát hiện qua quan trắc vô tuyến của các nhà khoa học Mỹ là một điều ngạc nhiên đối với họ. Nếu Sao Thủy bị khóa thủy triều, bán cầu tối của nó phải cực lạnh, nhưng các đo lường qua bức xạ vô tuyến cho thấy bán cầu này nóng hơn rất nhiều như dự tính. Các nhà thiên văn học phải miễn cưỡng từ bỏ lý thuyết về sự quay đồng bộ và đề xuất ra một cơ chế khác để giải thích; như sự phân bố lại gió Mặt Trời trên hành tinh có thể giải thích tại sao nó lại có nhiệt độ cao ở bán cầu tối.
Nhà thiên văn học Italia Giuseppe Colombo nhận thấy chu kỳ tự quay bằng 2/3 chu kỳ quỹ đạo Sao Thủy, và đề xuất chu kỳ quỹ đạo và chu kỳ tự quay của hành tinh bị khóa theo tỷ số 3:2 hơn là tỷ số cộng hưởng 1:1 thường gặp. Data from Mariner 10 subsequently confirmed this view. Và như vậy các bản đồ của Schiaparelli và Antoniadi là thiếu chính xác. Quả vậy, họ đã nhìn thấy cùng một đặc điểm bề mặt trong mỗi giây trên quỹ đạo và ghi lại chúng như là một đặc điểm khác. Mặt khác tốc độ tự quay của Sao Thủy thực tế lại rất chậm, và bán cầu được chiếu sáng chậm thay đổi cũng như độ mạnh của ánh sáng Mặt Trời làm cho những quan sát trở nên kém tin cậy.
Những quan sát bằng kính thiên văn quang học không mang lại nhiều thông tin mới về Sao Thủy, nhưng sau đó các nhà thiên văn phát minh ra kỹ thuật quan sát vô tuyến áp dụng phương pháp giao thoa tại bước sóng vi ba, cho phép loại bỏ ảnh hưởng của ánh sáng Mặt Trời. Qua phép đo giao thoa vô tuyến, họ thu được những đặc trưng vật lý và hóa học trên bề mặt cũng như ở độ sâu dưới vài mét của Sao Thủy. Cho đến tận khi các tàu không gian tiến hành thăm dò Sao Thủy, nhiều tính chất cơ bản của hành tinh vẫn chưa bị tiết lộ. Những tiến bộ về công nghệ quang học gần đây đã nâng cao khả năng quan sát từ mặt đất. Năm 2000, những quan sát thực hiện bởi kính thiên văn 1,5 mét ở Đài quan sát núi Wilson may mắn phát hiện thêm một số đặc điểm bề mặt mà trước đó không được tàu Mariner 10 phát hiện. Các ảnh chụp sau đó chỉ ra tồn tại một bồn địa va chạm khổng lồ hai bờ vành lớn hơn cả Bồn địa Caloris trong bán cầu mà Mariner 10 không chụp ảnh. Nó được đặt tên không chính thức là Bồn địa Skinakas.
Kính thiên văn vô tuyến Arecibo cũng đã thực hiện vẽ bản đồ bề mặt và quan sát các hành tinh khác, với độ phân giải 5 km, bao gồm những khối băng trong bóng tối ở vùng cực mà có thể là băng nước.

### Thăm dò không gian
Nghiên cứu Sao Thủy bằng quan sát kính thiên văn mặt đất gặp phải những khó khăn về mặt kỹ thuật, do quỹ đạo hành tinh gần với Mặt Trời nên nó luôn bị ánh sáng làm lu mờ. Một tàu không gian phóng lên từ Trái Đất phải hành trình hơn 91 triệu kilômét vào vùng ảnh hưởng hấp dẫn của Mặt Trời. Sao Thủy có tốc độ trên quỹ đạo bằng 48 km/s, trong khi của Trái Đất xấp xỉ 30 km/s. Do vậy tàu không gian phải thực hiện sự thay đổi lớn trong vận tốc (delta-v) nhằm đi vào quỹ đạo chuyển dịch Hohmann nằm gần Sao Thủy, so với vận tốc delta-v cần thiết cho những phi vụ đến các hành tinh khác.
Thế năng của vật thể trong trường hấp dẫn Mặt Trời trở thành động năng của nó; đòi hỏi sự thay đổi lớn hơn trong delta-v nhằm đưa tàu không gian quay quanh nó hơn là chỉ bay lướt qua. Để có thể đi vào quỹ đạo quanh Sao Thủy các tàu không gian cần phải mang theo lượng lớn nhiên liệu cho động cơ tên lửa. Cũng không thể thực hiện hoạt động hãm phanh trong khí quyển bởi vì hành tinh này có khí quyển quá mỏng. Một chuyến hành trình đến Sao Thủy đòi hỏi nhiều nhiên liệu tên lửa hơn so với chỉ cần thoát ra khỏi hệ Mặt Trời. Do đó, cho tới 2013 mới chỉ có hai tàu không gian thăm dò Sao Thủy. Các nhà khoa học cũng đề xuất ra dự án buồm Mặt Trời, một tàu sử dụng gió Mặt Trời làm sức đẩy để duy trì nó trên cùng quỹ đạo của Sao Thủy quanh Mặt Trời.

#### Mariner 10
Tàu không gian đầu tiên thăm dò Sao Thủy là tàu Mariner 10 của NASA (1974–75). Con tàu đã lợi dụng hấp dẫn của Sao Kim để điều chỉnh vận tốc quỹ đạo cho phép nó có thể tiếp đến Sao Thủy, và nó là con tàu thăm dò đầu tiên sử dụng hiệu ứng "hỗ trợ hấp dẫn" và là phi vụ đầu tiên của NASA viếng thăm nhiều hành tinh khác nhau. Mariner 10 gửi về các bức ảnh chụp bề mặt Sao Thủy cho thấy hành tinh bị cày xới bởi nhiều hố va chạm, và có một số đặc trưng địa chất khác, như các đoạn đứt gãy hay trồi sụt do ảnh hưởng của quá trình nguội lạnh và co lại của cấu trúc bên trong bao gồm lõi hành tinh. Thật không may, do độ lớn của chu kỳ quỹ đạo của Mariner 10, mỗi lần con tàu bay qua hành tinh thì nó chỉ chụp được cùng một bán cầu Sao Thủy. Và nó không gửi thêm thông tin gì về bề mặt của bán cầu bên kia, do vậy các nhà khoa học chỉ lập được 45% bản đồ bề mặt Sao Thủy.
Mariner 10 có ba lần bay qua cận hành tinh, lần bay gần nhất nó cách bề mặt Sao Thủy 327 km. Ở lần bay qua đầu tiên, các thiết bị trên tàu phát hiện ra tồn tại từ trường bao quanh hành tinh, và gây ra sự ngạc nhiên lớn đối với các nhà khoa học hành tinh—do lâu nay họ nghĩ vận tốc tự quay của Sao Thủy quá chậm đủ để phát sinh ra hiệu ứng dynamo. Lần bay qua thứ hai ở khoảng cách khá lớn và chủ yếu thực hiện việc chụp ảnh bề mặt hành tinh. Ở lần tiếp cận thứ ba, nó đã thu thập thêm được dữ liệu về từ trường. Dữ liệu cho thấy từ trường hành tinh trên toàn cục khá giống với từ trường Trái Đất, nhưng có cường độ yếu hơn và nó làm lệch gió Mặt Trời thổi qua hành tinh. Nguồn gốc từ trường hành tinh vẫn cần phải nghiên cứu và giải thích sâu hơn.
Ngày 24 tháng 3 năm 1975, chỉ 8 ngày sau lần tiếp cận cuối cùng, tàu Mariner 10 tiêu thụ hết nhiên liệu mang theo. Do không còn điều khiển kiểm soát quỹ đạo con tàu được, những người giám sát con tàu đã gửi lệnh ngừng hoạt động các thiết bị trên Mariner 10. Mariner 10 bay quanh Mặt Trời và vượt qua quỹ đạo Sao Thủy cứ vài tháng một.

#### MESSENGER

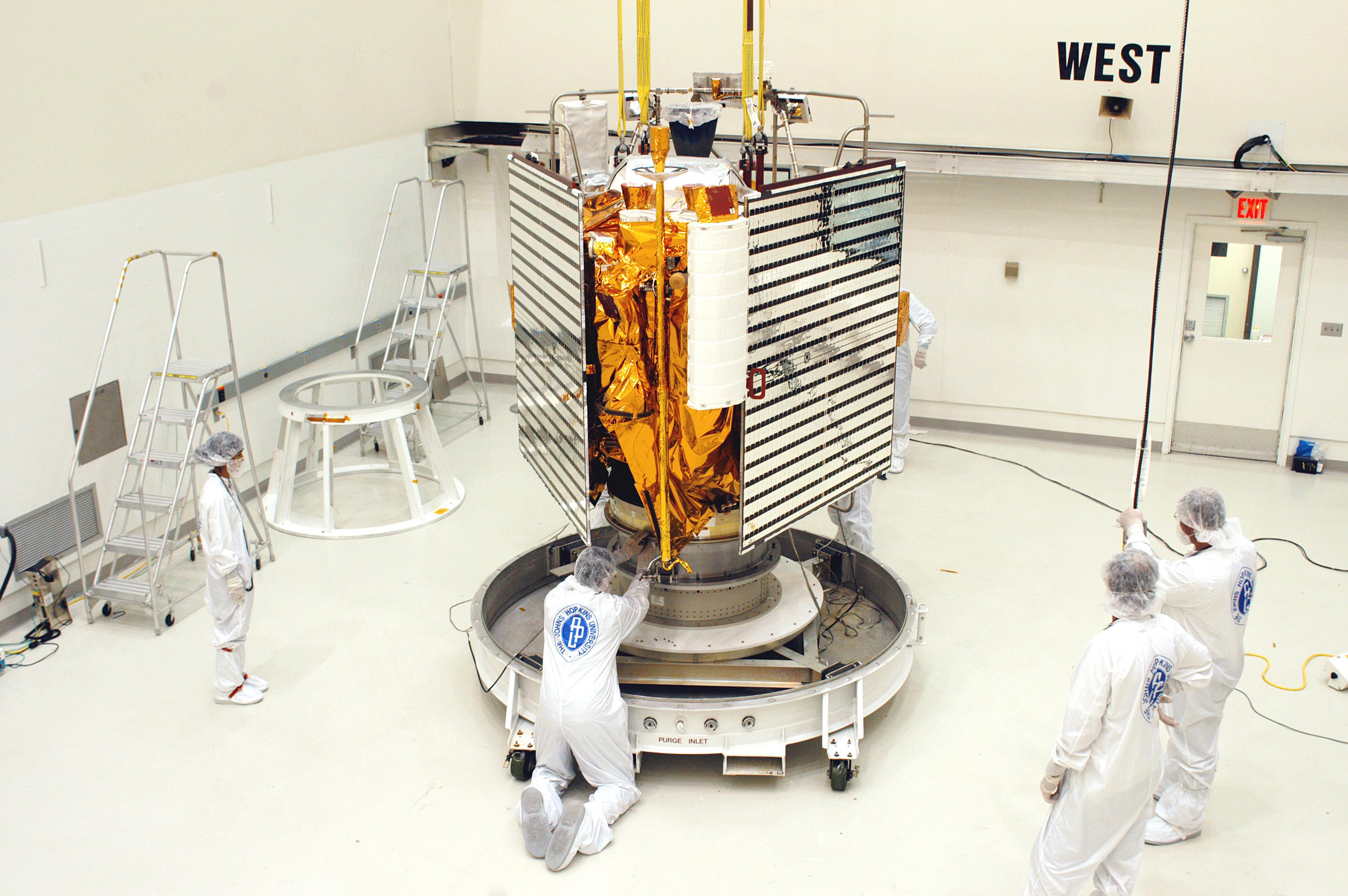
MESSENGER chuẩn bị được phóng lên.

Phi vụ thứ hai của NASA đến Sao Thủy, mang tên MESSENGER (tiếng Anh: MErcury Surface, Space ENvironment, GEochemistry, and Ranging), phóng lên ngày 3 tháng 8 năm 2004, từ Căn cứ không quân mũi Hảo Vọng bằng tên lửa Boeing Delta 2. Nó thực hiện bay qua Trái Đất vào tháng 8 năm 2005, và hai lần bay qua Sao Kim vào tháng 10 năm 2006 và tháng 6 năm 2007 để hiệu chỉnh quỹ đạo cũng như giảm vận tốc bay của tàu đến vận tốc đủ nhỏ để Sao Thủy có thể bắt giữ MESSENGER. Nó cũng phải thực hiện ba lần bay qua Sao Thủy, lần thứ nhất vào ngày 14 tháng 1 năm 2008, lần thứ hai vào ngày 6 tháng 10 năm 2008, và lần thứ ba vào ngày 29 tháng 9 năm 2009. Phần lớn bán cầu không chụp ảnh được trong lần bay qua của Mariner 10 đã được chụp hình trong 3 lần bay qua. Con tàu đi vào quỹ đạo hình elip quanh hành tinh vào ngày 18 tháng 3 năm 2011. Các nhà khoa học nhận được bức ảnh đầu tiên chụp từ quỹ đạo vào ngày 29 tháng 3 năm 2011. Con tàu đã hoàn thành nhiệm vụ cơ bản 1 năm quan trắc Sao Thủy, và đang thực hiện phi vụ mở rộng cho đến cuối năm 2013. Ngoài quan trắc và chụp hình Sao Thủy, MESSENGER cũng thực hiện quan trắc hoạt động của Mặt Trời năm 2012 thông qua các thiết bị đo gió Mặt Trời và từ kế.
Phi vụ được thiết kế để thực hiện 6 nhiệm vụ cơ bản: nghiên cứu tại sao Sao Thủy lại có khối lượng riêng trung bình cao, lịch sử địa chất, bản chất của từ trường hành tinh, cấu trúc lõi, có tồn tại băng ở hai cực hành tinh không, và tại sao nó lại có bầu khí quyển cực kỳ mỏng. Để thực hiện được những điều này, con tàu MESSENGER mang theo những thiết bị chụp ảnh phân giải cao hơn của Mariner 10, mang theo các phổ kế nhằm xác định các nguyên tố có mặt trong lớp vỏ hành tinh, và từ kế cũng như các thiết bị khác để đo vận tốc của các hạt tích điện. Những thay đổi nhỏ trong vận tốc và độ lệch quỹ đạo của con tàu cho phép tính ra được chi tiết cấu trúc bên trong Sao Thủy. Lần thao diễn cuối cùng của MESSENGER là vào ngày 24 tháng 4 năm 2015, và nó bắt đầu đâm sầm vào bề mặt Sao Thủy vào lúc 15:26 (theo giờ EDT) ngày 30 tháng 4 năm 2015, để lại một hố va chạm có đường kính ước tới 16 m.

#### BepiColombo

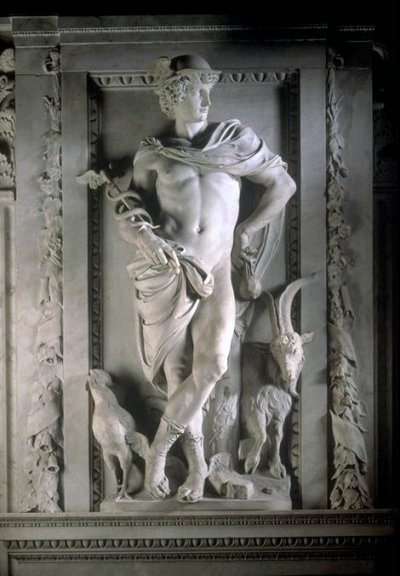
Tượng thần Mercury của nhà điêu khắc Artus Quellinus thế kỷ XVII.

Cơ quan vũ trụ châu Âu (ESA) kết hợp với Cơ quan vũ trụ Nhật Bản (JAXA) đang triển khai thực hiện phi vụ BepiColombo, dự định sẽ gửi hai tàu không gian bay quay Sao Thủy: một nhằm nghiên cứu địa hình bề mặt và một để nghiên cứu từ quyển của hành tinh. Phóng lên vào ngày 20 tháng 10 năm 2018, theo kế hoạch hai tàu sẽ đi vào quỹ đạo Sao Thủy năm 2025. Tàu nghiên cứu từ quyển sẽ có quỹ đạo elip dẹt trong khi tàu vẽ bản đồ địa hình sẽ đi vào quỹ đạo lệch tâm nhỏ. Cả hai sẽ hoạt động trong ít nhất 1 năm. Tàu vẽ bản đồ sẽ mang theo những phổ kế tương tự như của tàu MESSENGER, cho phép nó chụp hình ảnh ở nhiều bước sóng khác nhau như hồng ngoại, tử ngoại, tia X và tia gamma.

## Trong văn hóa
Trong chiêm tinh học phương Tây, Sao Thủy là hành tinh trị vì cung Song Tử và Thất Nữ, hay ảnh hưởng về mặt chiêm tinh học của hành tinh này là lớn nhất trong hai cung hoàng đạo này.
Trước khi có những quan sát hiện đại, các nhà thiên văn lập bản đồ Sao Thủy trên đó có một đặc điểm Solitudo Hermae Trismegisti gần như là lớn nhất trên bản đồ Sao Thủy, chiếm một phần tư bản đồ ở góc đông nam.
Mercury, the Winged Messenger, là một chương nhạc trong bản nhạc giao hưởng The Planets của Gustav Holst.
Ngoài ra tên các hành tinh còn được gắn cho các ngày trong tuần của người La Mã cổ đại.